# Armorial des Bourbons-Espagne
Cette page présente les armoiries (figures et blasonnements) qui furent portées par des membres de la maison de Bourbon-Anjou (Espagne).

## Particularités héraldiques

### La bordure de gueules
Sur certains de ces blasons, les pleines armes de France (d'azur à trois fleurs de lis d'or) sans brisure (sans la bordure de gueules) sont attribuées à des branches cadettes de la maison de Bourbon. Dans un opuscule orléaniste publié en 1897, Oscar de Poli observe qu'il trouve trace de la prise de ces pleines armes dès 1807 par la branche régnante d'Espagne (cadette – seconde branche – des Bourbons), pleines armes qui étaient réservées en principe au roi de France, à la reine, au dauphin, à la dauphine, aux fils de France aînés de leur fratrie (et à leurs épouses), ainsi qu'à toutes les filles de France. Poli, qui milite dans sa brochure pour une désuétude des brisures héraldiques, argüe de la prise occasionnelle des pleines armes de France par les rois d'Espagne au XIXe siècle, pour tenter de justifier la prise de ces mêmes pleines armes par les prétendants orléanistes à partir de 1883. Hervé Pinoteau confirme cette omission fortuite de la brisure d'Anjou (bordure de gueules) – omission qui équivaut à une usurpation des pleines armes de France – dans les armes royales espagnoles à partir de 1807 sous le règne de Charles IV puis sous ceux de Ferdinand VII et de ses descendants (d'abord sur des portraits, puis sur des monnaies). Hervé Pinoteau attribue ces négligences espagnoles à « une facilité d'artiste ou une méconnaissance du droit héraldique »,, ; il s'agit d'ailleurs d'« un détail peu facile à reproduire sur de petites surfaces (sceaux et monnaies) ». Du reste, les textes officiels espagnols relatifs aux armoiries du royaume (y compris sur le drapeau national), et de la famille royale, attestent de l'obligation de la brisure d'Anjou.
En revanche, la branche dite carliste (descendant du frère puîné de Ferdinand VII, l'infant Charles (don Carlos), qui revendiqua le trône d'Espagne sous le nom de Charles V à partir de 1833), en devenant l'aînée de la maison de Bourbon le 24 août 1883 (à la mort du prétendant légitimiste français Henri d'Artois, dit Henri V) acquit de ce fait le droit d'enlever la bordure de gueules autour des armes de France, sur le tout des armes d'Espagne. C'est ainsi que les prétendants carlistes arborèrent à partir de 1883 les pleines armes de France, jusqu'à l'extinction de cette branche en 1936. Le droit à ces pleines armes échut alors à l'ancien roi Alphonse XIII (détrôné depuis 1931), devenu le 29 septembre 1936 le chef de la maison de Bourbon (jefe de la Casa de Borbón, en sus dos ramas principales, comme il se déclarait lui-même, ; il se départit de ce fait de la brisure d'Anjou, comme le lui suggéra, l'héraldiste et historien suisse Heinrich-Karl Zeininger von Borja, qui s'était mis à son service,). Ce souverain déchu laissa deux fils qui firent souche, l'aîné (l'infant Jacques, don Jaime) acquérant en 1941 le droit aux trois fleurs de lis d'or sans brisure, mais c'est à la descendance du cadet (l'infant Jean, don Juan) – donc avec la bordure de gueules – qu'advint en 1975 la couronne d'Espagne, avec l'accession au trône du roi Juan Carlos Ier.

### Les armes de Navarre
Entre 1700 et 1875, les rois bourboniens d'Espagne n'ont pas « osé prendre les chaînes de Navarre qui revenaient au roi de France, seul roi légitime de Navarre ». C'est le roi Joseph-Napoléon Ier qui décida en 1808 d'ajouter les armes du royaume de Navarre aux armoiries royales espagnoles. Ces dispositions éphémères furent balayées quand Ferdinand VII remonta sur le trône en 1813. Mais quand sa fille Isabelle II fut détrônée en 1868, le Gouvernement provisoire (1868-1871) qui lui succéda reprit (en enlevant les armes des Indes et l'écu d'Empire mais en conservant les armes de Navarre) les armoiries créées par Joseph-Napoléon, qui furent conservées pendant tout le « Sizain démocratique » : par le roi Amédée Ier (1871-1873) – pour lui avec, sur le tout, un écu de Savoie à la brisure d'Aoste – et par la Première République (1873-1875). La Seconde République (1931-1939) les reprendra aussi (mais en privant le lion de León de sa couronne d'or).
Malgré leur origine napoléonienne et anti-bourbonienne (avalisant la conquête de la Haute-Navarre par Ferdinand II d'Aragon en 1512), ces armoiries composées des armes de Castille, León (avec le lion ceignant sa couronne), Aragon, Navarre et Grenade, furent maintenues (en y ajoutant l'écu d'Anjou sur le tout) par Alphonse XII et Alphonse XIII, tout d'abord seulement comme petites armes, mais ensuite comme sur-le-tout des grandes armes (ce qui sera officialisé en 1924). C'est cette composition qui est portée, officiellement depuis 1971 (d'abord en tant que prince d'Espagne, puis comme roi) par le monarque abdicataire Juan Carlos Ier (et par son successeur Felipe VI), et qui fut adoptée en 1981 sur le drapeau national.

### Les coquilles de Lucques et de Parme
Charles-Louis Ier, duc souverain de Lucques de 1824 à 1847, décida d'ajouter sur la bordure de gueules de son écu d'Anjou huit coquilles d'argent, par dévotion personnelle envers l'ordre militaire de Saint-Jacques de l'Épée. En devenant duc souverain de Parme en 1847, ce monarque apporta ses coquilles d'argent dans les armoiries de ce pays, et ses successeurs (jusqu'à l'annexion du pays par la Sardaigne en 1859) et leurs descendants directs ont conservé ce meuble, qui est même passé dans les armoiries personnelles du grand-duc actuel de Luxembourg, Henri Ier, arrière-petit-fils agnatique du dernier duc de Parme.

## Branche aînée
| Figure | Nom et blasonnement |
| ------ | --- |
|        | L'infant Ferdinand (1713 † 1759), fils de Philippe V, roi d'Espagne. coupé : en chef parti en 1 écartelé en 1 et 4, de gueules au château d'or ouvert et ajouré d'azur et en 2 et 3 d'argent au lion de gueules armé, lampassé et couronné d'or enté en pointe d'argent à une pomme grenade de gueules, tigée et feuilleté de sinople; 2 parti en 1 d'or à quatre pals de gueules et en 2 écartelé en sautoir d'or aux quatre pals de gueules et d'argent à l'aigle de sable;II, tigée et feuilleté de sinople et en pointe écartelé en 1 de gueules à la fasce d'argent; 2, d'azur semé de fleurs de lys d'or à la bande componée d'argent et de gueules, en 3 bandé d'or et d'azur de six pièces, à la bordure de gueules 4, de sable au lion d'or, armé et lampassé de gueules; enté en pointe parti d'or au lion de sable armé, couronné et lampassé de gueules et d'argent à l'aigle éployé de gueules, membré et becqué d'or;sur le tout d'azur à trois fleurs de lys d'or à la bordure de gueules. - 1724 - 1746 prince des Asturies. - 1746 - 1759 roi d'Espagne (Ferdinand VI). |
|        | L'infante Marie-Anne-Victoire (1718 † 1781), fille de Philippe V, roi d'Espagne, mariée en 1729 à Joseph Ier de Portugal (1714 † 1777), roi de Portugal. parti en I, d'argent à cinq écussons d'azur en croix, chargés chacun de cinq besants en sautoir, le tout augmenté d'une bordure de gueules à sept châteaux d'or ouverts d'azu (de Portugal) ; en II coupé : en chef parti en 1 écartelé en 1 et 4, de gueules au château d'or ouvert et ajouré d'azur et en 2 et 3 d'argent au lion de gueules armé, lampassé et couronné d'or enté en pointe d'argent à une pomme grenade de gueules, tigée et feuilleté de sinople; 2 parti en 1 d'or à quatre pals de gueules et en 2 écartelé en sautoir d'or aux quatre pals de gueules et d'argent à l'aigle de sable;II, tigée et feuilleté de sinople et en pointe écartelé en 1 de gueules à la fasce d'argent; 2, d'azur semé de fleurs de lys d'or à la bande componée d'argent et de gueules, en 3 bandé d'or et d'azur de six pièces, à la bordure de gueules 4, de sable au lion d'or, armé et lampassé de gueules; enté en pointe parti d'or au lion de sable armé, couronné et lampassé de gueules et d'argent à l'aigle éployé de gueules, membré et becqué d'or;sur le tout d'azur à trois fleurs de lys d'or à la bordure de gueules. coupé de deux : en I, d'argent à cinq écussons d'azur en croix, chargés chacun de cinq besants en sautoir, le tout augmenté d'une bordure de gueules à sept châteaux d'or ouverts d'azu (de Portugal) ; en II, coupé : en chef parti en 1 écartelé en 1 et 4, de gueules au château d'or ouvert et ajouré d'azur et en 2 et 3 d'argent au lion de gueules armé, lampassé et couronné d'or enté en pointe d'argent à une pomme grenade de gueules, tigée et feuilleté de sinople; 2 parti en 1 d'or à quatre pals de gueules et en 2 écartelé en sautoir d'or aux quatre pals de gueules et d'argent à l'aigle de sable;II, tigée et feuilleté de sinople et en pointe écartelé en 1 de gueules à la fasce d'argent; 2, d'azur semé de fleurs de lys d'or à la bande componée d'argent et de gueules, en 3 bandé d'or et d'azur de six pièces, à la bordure de gueules 4, de sable au lion d'or, armé et lampassé de gueules; enté en pointe parti d'or au lion de sable armé, couronné et lampassé de gueules et d'argent à l'aigle éployé de gueules, membré et becqué d'or;sur le tout d'azur à trois fleurs de lys d'or à la bordure de gueules. |
|        | L'infant Philippe (1720 † 1765), duc de Parme, fils de Philippe V, roi d'Espagne. coupé : en chef parti en 1 écartelé en 1 et 4, de gueules au château d'or ouvert et ajouré d'azur et en 2 et 3 d'argent au lion de gueules armé, lampassé et couronné d'or enté en pointe d'argent à une pomme grenade de gueules, tigée et feuilleté de sinople; 2 parti en 1 d'or à quatre pals de gueules et en 2 écartelé en sautoir d'or aux quatre pals de gueules et d'argent à l'aigle de sable;II, tigée et feuilleté de sinople et en pointe écartelé en 1 de gueules à la fasce d'argent; 2, d'azur semé de fleurs de lys d'or à la bande componée d'argent et de gueules, en 3 bandé d'or et d'azur de six pièces, à la bordure de gueules 4, de sable au lion d'or, armé et lampassé de gueules; enté en pointe parti d'or au lion de sable armé, couronné et lampassé de gueules et d'argent à l'aigle éployé de gueules, membré et becqué d'or;sur le tout d'azur à trois fleurs de lys d'or à la bordure de gueules. - 1748 - 1765 Duc de Parme (Philippe Ier). |
|        | L'infante Marie-Thérèse (1726 † 1746), fille de Philippe V, roi d'Espagne, mariée en 1745 à Louis de France (1729 † 1765), dauphin de France. coupé de deux : en I, écartelé au 1 et 4 d'azur à trois fleurs de lys d'or et au 2 et 3 d'or à un dauphin d'azur, crêté, barbé, loré, peautré et oreillé de gueules ; en II, coupé : en chef parti en 1 écartelé en 1 et 4, de gueules au château d'or ouvert et ajouré d'azur et en 2 et 3 d'argent au lion de gueules armé, lampassé et couronné d'or enté en pointe d'argent à une pomme grenade de gueules, tigée et feuilleté de sinople; 2 parti en 1 d'or à quatre pals de gueules et en 2 écartelé en sautoir d'or aux quatre pals de gueules et d'argent à l'aigle de sable;II, tigée et feuilleté de sinople et en pointe écartelé en 1 de gueules à la fasce d'argent; 2, d'azur semé de fleurs de lys d'or à la bande componée d'argent et de gueules, en 3 bandé d'or et d'azur de six pièces, à la bordure de gueules 4, de sable au lion d'or, armé et lampassé de gueules; enté en pointe parti d'or au lion de sable armé, couronné et lampassé de gueules et d'argent à l'aigle éployé de gueules, membré et becqué d'or;sur le tout d'azur à trois fleurs de lys d'or à la bordure de gueules. |
|        | L'infant Louis Antoine (1727 † 1785), fils de Philippe V, roi d'Espagne. coupé : en chef parti en 1 écartelé en 1 et 4, de gueules au château d'or ouvert et ajouré d'azur et en 2 et 3 d'argent au lion de gueules armé, lampassé et couronné d'or enté en pointe d'argent à une pomme grenade de gueules, tigée et feuilleté de sinople; 2 parti en 1 d'or à quatre pals de gueules et en 2 écartelé en sautoir d'or aux quatre pals de gueules et d'argent à l'aigle de sable;II, tigée et feuilleté de sinople et en pointe écartelé en 1 de gueules à la fasce d'argent; 2, d'azur semé de fleurs de lys d'or à la bande componée d'argent et de gueules, en 3 bandé d'or et d'azur de six pièces, à la bordure de gueules 4, de sable au lion d'or, armé et lampassé de gueules; enté en pointe parti d'or au lion de sable armé, couronné et lampassé de gueules et d'argent à l'aigle éployé de gueules, membré et becqué d'or;sur le tout d'azur à trois fleurs de lys d'or à la bordure de gueules. - 1735 - 1754 Cardinal-prêtre de Santa Maria della Scala, archevêque de Tolède et primat des Espagnes, archevêque de Séville. - 1754 - 1785 Comté de Chinchón. |
|        | Louis Marie (1777 † 1823), archevêque de Séville et Tolède, fils de l'infant Louis Antoine, comté de Chinchón. écartelé en 1 et 4, de gueules au château d'or ouvert et ajouré d'azur et en 2 et 3 d'argent au lion de pourpre armé, lampassé et couronné d'or, enté en pointe du sur-le-tout d'argent à une pomme grenade de gueules, tigée et feuilleté de sinople sur-le-tout d'azur à trois fleurs de lys d'or à la bordure de gueules. - Cardinal-prêtre de Santa Maria della Scala, archevêque de Tolède et primat des Espagnes, archevêque de Séville (1735 - 1754). |
|        | L'infant Gabriel (1752 † 1788), fils de Charles III, roi d'Espagne. coupé de deux : en I, parti de trois : en 1, d'or à quatre pals de gueules, en 2, écartelé en sautoir d'or aux quatre pals de gueules et d'argent à l'aigle de sable, en 3, de gueules à la fasce d'argent et en 4, d'azur semé de fleurs de lys d'or à la bordure componée d'argent et de gueules ; en II, parti d'or à six fleurs de lys d'azur posées 3, 2 et 1 et d'or à six tourteaux mis en orle, cinq de gueules, celui en chef d'azur chargé de trois fleurs de lis d'or ; en III, parti bandé d'or et d'azur de six pièces, à la bordure de gueules et de sable, au lion d'or, armé et lampassé de gueules ; enté en pointe parti d'or, au lion de sable, armé et lampassé de gueules et d'argent à l'aigle éployé de gueules, membré et becqué d'or ; sur-le-tout, écartelé en 1 et 4, de gueules au château d'or ouvert et ajouré d'azur et en 2 et 3 d'argent au lion de gueules armé, lampassé et couronné d'or, enté en pointe du sur-le-tout d'argent à une pomme grenade de gueules, tigée et feuilleté de sinople ; sur-le-tout-du-tout d'azur à trois fleurs de lys d'or à la bordure de gueules, portées ensuite par : - l'infant Pierre-Charles d'Espagne et de Portugal (1786 † 1812), fils du précédent. |
|        | L'infant Antoine Pascal (1755 † 1717), amiral des Espagnes, fils de Charles III, roi d'Espagne. coupé de deux : en I, parti de trois : en 1, d'or à quatre pals de gueules, en 2, écartelé en sautoir d'or aux quatre pals de gueules et d'argent à l'aigle de sable, en 3, de gueules à la fasce d'argent et en 4, d'azur semé de fleurs de lys d'or à la bordure componée d'argent et de gueules ; en II, parti d'or à six fleurs de lys d'azur posées 3, 2 et 1 et d'or à six tourteaux mis en orle, cinq de gueules, celui en chef d'azur chargé de trois fleurs de lis d'or ; en III, parti bandé d'or et d'azur de six pièces, à la bordure de gueules et de sable, au lion d'or, armé et lampassé de gueules ; enté en pointe parti d'or, au lion de sable, armé et lampassé de gueules et d'argent à l'aigle éployé de gueules, membré et becqué d'or ; sur-le-tout, écartelé en 1 et 4, de gueules au château d'or ouvert et ajouré d'azur et en 2 et 3 d'argent au lion de gueules armé, lampassé et couronné d'or, enté en pointe du sur-le-tout d'argent à une pomme grenade de gueules, tigée et feuilleté de sinople ; sur-le-tout-du-tout d'azur à trois fleurs de lys d'or à la bordure de gueules. |
|        | L'infante Marie-Joséphine (1744 † 1801), fille de Charles III, roi d'Espagne. écartelé en 1 et 4, de gueules au château d'or ouvert et ajouré d'azur et en 2 et 3 d'argent au lion de gueules armé, lampassé et couronné d'or, enté en pointe du sur-le-tout d'argent à une pomme grenade de gueules, tigée et feuilleté de sinople sur-le-tout à trois fleurs de lys d'or à la bordure de gueules. |
|        | L'infante Charlotte-Joachime (1775 † 1830), fille de Charles IV, roi d'Espagne, mariée en 1785 à Jean VI de Portugal (1767 † 1826), roi de Portugal. ''parti en I, d'argent à cinq écussons d'azur en croix, chargés chacun de cinq besants en sautoir, le tout augmenté d'une bordure de gueules à sept châteaux d'or ouverts d'azu (de Portugal) ; en II coupé de deux : en I, parti de trois : en 1, d'or à quatre pals de gueules, en 2, écartelé en sautoir d'or aux quatre pals de gueules et d'argent à l'aigle de sable, en 3, de gueules à la fasce d'argent et en 4, d'azur semé de fleurs de lys d'or à la bordure componée d'argent et de gueules ; en II, parti d'or à six fleurs de lys d'azur posées 3, 2 et 1 et d'or à six tourteaux mis en orle, cinq de gueules, celui en chef d'azur chargé de trois fleurs de lis d'or ; en III, parti bandé d'or et d'azur de six pièces, à la bordure de gueules et de sable, au lion d'or, armé et lampassé de gueules ; enté en pointe parti d'or, au lion de sable, armé et lampassé de gueules et d'argent à l'aigle éployé de gueules, membré et becqué d'or ; sur-le-tout, écartelé en 1 et 4, de gueules au château d'or ouvert et ajouré d'azur et en 2 et 3 d'argent au lion de gueules armé, lampassé et couronné d'or, enté en pointe du sur-le-tout d'argent à une pomme grenade de gueules, tigée et feuilleté de sinople ; sur-le-tout-du-tout d'azur à trois fleurs de lys d'or à la bordure de gueules. |
|        | L'infant Charles Marie Isidore Benoît (1788 † 1855), « comte de Molina », fils de Charles IV, roi d'Espagne. coupé de deux : en I, parti de trois : en 1, d'or à quatre pals de gueules, en 2, écartelé en sautoir d'or aux quatre pals de gueules et d'argent à l'aigle de sable, en 3, de gueules à la fasce d'argent et en 4, d'azur semé de fleurs de lys d'or à la bordure componée d'argent et de gueules ; en II, parti d'or à six fleurs de lys d'azur posées 3, 2 et 1 et d'or à six tourteaux mis en orle, cinq de gueules, celui en chef d'azur chargé de trois fleurs de lis d'or ; en III, parti bandé d'or et d'azur de six pièces, à la bordure de gueules et de sable, au lion d'or, armé et lampassé de gueules ; enté en pointe parti d'or, au lion de sable, armé et lampassé de gueules et d'argent à l'aigle éployé de gueules, membré et becqué d'or ; sur-le-tout, écartelé en 1 et 4, de gueules au château d'or ouvert et ajouré d'azur et en 2 et 3 d'argent au lion de gueules armé, lampassé et couronné d'or, enté en pointe du sur-le-tout d'argent à une pomme grenade de gueules, tigée et feuilleté de sinople ; sur-le-tout-du-tout d'azur à trois fleurs de lys d'or à la bordure de gueules. - 1833 - 1845 Prétendant carliste aux trônes d’Espagne. |
|        | L'infant François de Paule (1794 † 1865), fils de Charles IV, roi d'Espagne. coupé de deux : en I, parti de trois : en 1, d'or à quatre pals de gueules, en 2, écartelé en sautoir d'or aux quatre pals de gueules et d'argent à l'aigle de sable, en 3, de gueules à la fasce d'argent et en 4, d'azur semé de fleurs de lys d'or à la bordure componée d'argent et de gueules ; en II, parti d'or à six fleurs de lys d'azur posées 3, 2 et 1 et d'or à six tourteaux mis en orle, cinq de gueules, celui en chef d'azur chargé de trois fleurs de lis d'or ; en III, parti bandé d'or et d'azur de six pièces, à la bordure de gueules et de sable, au lion d'or, armé et lampassé de gueules ; enté en pointe parti d'or, au lion de sable, armé et lampassé de gueules et d'argent à l'aigle éployé de gueules, membré et becqué d'or ; sur-le-tout, écartelé en 1 et 4, de gueules au château d'or ouvert et ajouré d'azur et en 2 et 3 d'argent au lion de gueules armé, lampassé et couronné d'or, enté en pointe du sur-le-tout d'argent à une pomme grenade de gueules, tigée et feuilleté de sinople ; sur-le-tout-du-tout d'azur à trois fleurs de lys d'or à la bordure de gueules. |
|        | L'infante Marie-Amélie (1779 † 1798), fille de Charles IV, roi d'Espagne, mariée en 1795 à l'infant Antoine Pascal (1755 † 1717) coupé de deux : en I écartelé en 1 et 4, de gueules au château d'or ouvert et ajouré d'azur et en 2 et 3 d'argent au lion de gueules armé, lampassé et couronné d'or, enté en pointe du sur-le-tout d'argent à une pomme grenade de gueules, tigée et feuilleté de sinople ; sur-le-tout-du-tout d'azur à trois fleurs de lys d'or à la bordure de gueules ; en II, écartelé en 1 et 4, de gueules au château d'or ouvert et ajouré d'azur et en 2 et 3 d'argent au lion de gueules armé, lampassé et couronné d'or, enté en pointe du sur-le-tout d'argent à une pomme grenade de gueules, tigée et feuilleté de sinople ; sur-le-tout-du-tout d'azur à trois fleurs de lys d'or à la bordure de gueules. |
|        | L'infante Marie-Louise (1782 † 1824), fille de Charles IV, roi d'Espagne, mariée en 1795 à Louis Ier (1773 † 1803), roi d'Étrurie et prince héréditaire de Parme. écartelé 1 d'or, parti : en 1, à six tourteaux mis en orle, cinq de gueules, celui en chef d'azur chargé de trois fleurs de lis d'or et en 2 ux six fleurs de lys d'azur posées 3, 2 et 1 ; 2, contre-écartelé en 1 et 4, de gueules au château d'or ouvert et ajouré d'azur et en 2 et 3 d'argent au lion de gueules armé, lampassé et couronné d'or ; 3 à la croix pattée de gueules cantonnée de quatre aigles de sable au vol abaissé et 4, parti de gueules à la fasce d'argent et bandé d'or et du même, à la bande de gueules, chargée de trois alérions d'agent ; sur-le-tout, coupé de argent sur gueules chargé d'un léopard d'or armé de gueules ; sur-le-tout-du-tout d'azur à trois fleurs de lys d'or. |
|        | L'infante Marie-Isabelle (1789 † 1848), fille de Charles IV, roi d'Espagne, mariée en 1809 à François Ier (1777 † 1830), roi des Deux-Siciles. coupé de deux : en I, celui de Bourbon-Sicile (Parti de deux, au I, écartelé : 1 et 4, d'or aux six fleurs de lys d'azur posées 3, 2 et 1 ; 2 et 3, parti de gueules à la fasce d'argent et bandé d'or et d'argent de six pièces à la bordure de gueules ; sur-le-tout d'argent aux cinq écussons disposés en croix d'azur chargés de cinq besans d'argent en sautoir à la bordure de gueules chargée de huit châteaux d'or, donjonnés de trois tours, ouverts et ajourés d'azur ; au II, coupé de 3, au I parti d'écartélé au 1 et 4 de gueules au château d'or, donjonnés de trois tours, ouverts et ajourés d'azur et au 2 et 3 d'argent au lion de pourpre ; et contre-parti d'or aux quatre pals de gueules et écartelé en sautoir d'or aux quatre pals de gueules et d'argent à l'aigle de sable ; enté en pointe d'argent à une pomme grenade de gueules tigée et feuillée de sinople ; au II parti de gueules à la fasce d'argent et d'azur semé de lys d'or à la bordure componée de gueules et d'argent, au III écartélé en 1 taillé d'argent de six pièces à la bordure de gueules et d'or au lion de sable armé et lampassé de gueules au II tranché de sable au lion d'or armé et lampassé de gueules et d'argent à l'aigle de gueules, au 3 semé de lys d'or au lambel de gueules et au 4 d'argent à la croix potencée d'or cantonné de quatre croisettes de même ; au III, d'or à six tourteaux mis en orle, cinq de gueules, celui en chef d'azur chargé de trois fleurs de lis d'or ; sur-le-tout d'azur à trois fleurs de lys d'or posés 2 et 1 à la bordure de gueules ; en II, parti de trois : en 1, d'or à quatre pals de gueules, en 2, écartelé en sautoir d'or aux quatre pals de gueules et d'argent à l'aigle de sable, en 3, de gueules à la fasce d'argent et en 4, d'azur semé de fleurs de lys d'or à la bordure componée d'argent et de gueules ; en II, parti d'or à six fleurs de lys d'azur posées 3, 2 et 1 et d'or à six tourteaux mis en orle, cinq de gueules, celui en chef d'azur chargé de trois fleurs de lis d'or ; en III, parti bandé d'or et d'azur de six pièces, à la bordure de gueules et de sable, au lion d'or, armé et lampassé de gueules ; enté en pointe parti d'or, au lion de sable, armé et lampassé de gueules et d'argent à l'aigle éployé de gueules, membré et becqué d'or ; sur-le-tout, écartelé en 1 et 4, de gueules au château d'or ouvert et ajouré d'azur et en 2 et 3 d'argent au lion de gueules armé, lampassé et couronné d'or, enté en pointe du sur-le-tout d'argent à une pomme grenade de gueules, tigée et feuilleté de sinople ; sur-le-tout-du-tout d'azur à trois fleurs de lys d'or à la bordure de gueules. |
|        | L'infante Louise-Charlotte de Bourbon-Siciles (1832 † 1897), fille de François Ier, roi des Deux-Siciles (1777 † 1830), mariée en 1832 à l'infant François de Paule (1794 † 1865). Deux écus accolés : celui écartelé en 1 et 4, de gueules au château d'or ouvert et ajouré d'azur et en 2 et 3 d'argent au lion de gueules armé, lampassé et couronné d'or, enté en pointe du sur-le-tout d'argent à une pomme grenade de gueules, tigée et feuilleté de sinople ; sur-le-tout d'azur à trois fleurs de lys d'or à la bordure de gueules et celui écartelé au I, en 1 parti coupé d'azur semé de fleurs de lys d'or au lambel de gueules et d'or aux six fleurs de lys d'azur posées 1, 2, 2 et 1 ; en 2 parti coupé de gueules au château d'or ouvert et ajouré d'azur et d'argent au lion de gueules armé, lampassé et couronné d'or, enté en pointe du sur-le-tout d'argent à une pomme grenade de gueules, tigée et feuilleté de sinople et d'argent à la croix potencée d'or cantonné de quatre croisettes de même ; en 3 parti coupé de écartelé en sautoir d'or aux quatre pals de gueules et d'argent à l'aigle de sable et d'or à six tourteaux mis en orle, cinq de gueules, celui en chef d'azur chargé de trois fleurs de lis d'or ; sur le tout d'azur, à trois fleurs de lys d'or, à la bordure de gueules, (qui est d'Anjou). |
|        | L'infante Louise Fernande (1832 † 1897), fille de l'infant François de Paule (1794 † 1865), mariée en 1841 à Ignacy Gurowski (1812 † 1887), comte Gurowski. - 1854-1887 : deux écus accolés : celui échiqueté d’argent et d’azur de huit tires; sur-le-tout-du-tout d'argent, à l'aigle de sable, membrée, becquée, languée et couronnée d'or portant sur le tout des lettres F et R, brandissant dans sa serre dextre un sceptre d'or et dans sa serre senextre un orbe d'azure cintré et croisé et timbré de la couronne comtale et celui écartelé en 1 et 4, de gueules au château d'or ouvert et ajouré d'azur et en 2 et 3 d'argent au lion de gueules armé, lampassé et couronné d'or, enté en pointe du sur-le-tout d'argent à une pomme grenade de gueules, tigée et feuilleté de sinople ; sur-le-tout-du-tout d'azur à trois fleurs de lys d'or à la bordure de gueule. - 1887-1897 : écartelé en 1 et 4, de gueules au château d'or ouvert et ajouré d'azur et en 2 et 3 d'argent au lion de gueules armé, lampassé et couronné d'or, enté en pointe du sur-le-tout d'argent à une pomme grenade de gueules, tigée et feuilleté de sinople sur-le-tout d'azur à trois fleurs de lys d'or[Information douteuse]. |
|        | L'infante Louise Fernande (1832 † 1897), duchesse de Montpensier, fille de Ferdinand VII, roi d'Espagne, mariée en 1846 à Antoine d'Orléans (1824 † 1890), duc de Montpensier. - 1846-1890 : deux écus accolés : celui d'azur aux trois fleurs de lys d'or au lambel d'argent et celui écartelé en 1 et 4, de gueules au château d'or ouvert et ajouré d'azur et en 2 et 3 d'argent au lion de gueules armé, lampassé et couronné d'or, enté en pointe du sur-le-tout d'argent à une pomme grenade de gueules, tigée et feuilleté de sinople ; sur-le-tout-du-tout d'azur à trois fleurs de lys d'or à la bordure de gueule. - 1890-1897 : écartelé en 1 et 4, de gueules au château d'or ouvert et ajouré d'azur et en 2 et 3 d'argent au lion de gueules armé, lampassé et couronné d'or, enté en pointe du sur-le-tout d'argent à une pomme grenade de gueules, tigée et feuilleté de sinople sur-le-tout d'azur à trois fleurs de lys d'or[Information douteuse]. |
|        | L'infant François d'Assise (1822 † 1902), duc de Cadix, roi consort d’Espagne, fils de l'infant François de Paule (1794 † 1865). coupé de deux : en I, parti de trois : en 1, d'or à quatre pals de gueules, en 2, écartelé en sautoir d'or aux quatre pals de gueules et d'argent à l'aigle de sable, en 3, de gueules à la fasce d'argent et en 4, d'azur semé de fleurs de lys d'or à la bordure componée d'argent et de gueules ; en II, parti d'or à six fleurs de lys d'azur posées 3, 2 et 1 et d'or à six tourteaux mis en orle, cinq de gueules, celui en chef d'azur chargé de trois fleurs de lis d'or ; en III, parti bandé d'or et d'azur de six pièces, à la bordure de gueules et de sable, au lion d'or, armé et lampassé de gueules ; enté en pointe parti d'or, au lion de sable, armé et lampassé de gueules et d'argent à l'aigle éployé de gueules, membré et becqué d'or ; sur-le-tout, écartelé en 1 et 4, de gueules au château d'or ouvert et ajouré d'azur et en 2 et 3 d'argent au lion de gueules armé, lampassé et couronné d'or, enté en pointe du sur-le-tout d'argent à une pomme grenade de gueules, tigée et feuilleté de sinople ; sur-le-tout-du-tout d'azur à trois fleurs de lys d'or à la bordure de gueules,. |
|        | Henri (1823 † 1870), infant de l'Espagne (1823-1848), duc de Séville, fils de l'infant François de Paule (1794 † 1865). - 1823-1848 : coupé de deux : en I, parti de trois : en 1, d'or à quatre pals de gueules, en 2, écartelé en sautoir d'or aux quatre pals de gueules et d'argent à l'aigle de sable, en 3, de gueules à la fasce d'argent et en 4, d'azur semé de fleurs de lys d'or à la bordure componée d'argent et de gueules ; en II, parti d'or à six fleurs de lys d'azur posées 3, 2 et 1 et d'or à six tourteaux mis en orle, cinq de gueules, celui en chef d'azur chargé de trois fleurs de lis d'or ; en III, parti bandé d'or et d'azur de six pièces, à la bordure de gueules et de sable, au lion d'or, armé et lampassé de gueules ; enté en pointe parti d'or, au lion de sable, armé et lampassé de gueules et d'argent à l'aigle éployé de gueules, membré et becqué d'or ; sur-le-tout, écartelé en 1 et 4, de gueules au château d'or ouvert et ajouré d'azur et en 2 et 3 d'argent au lion de gueules armé, lampassé et couronné d'or, enté en pointe du sur-le-tout d'argent à une pomme grenade de gueules, tigée et feuilleté de sinople ; sur-le-tout-du-tout d'azur à trois fleurs de lys d'or à la bordure de gueules. - 1848-1870 : d'azur à trois fleurs de lys d'or à la bordure de gueules. |
|        | L'infant Sébastien (1811 † 1875), petit-fils de l'infant Gabriel (1752 † 1788). coupé de deux : en I, parti de trois : en 1, d'or à quatre pals de gueules, en 2, écartelé en sautoir d'or aux quatre pals de gueules et d'argent à l'aigle de sable, en 3, de gueules à la fasce d'argent et en 4, d'azur semé de fleurs de lys d'or à la bordure componée d'argent et de gueules ; en II, parti d'or à six fleurs de lys d'azur posées 3, 2 et 1 et d'or à six tourteaux mis en orle, cinq de gueules, celui en chef d'azur chargé de trois fleurs de lis d'or ; en III, parti bandé d'or et d'azur de six pièces, à la bordure de gueules et de sable, au lion d'or, armé et lampassé de gueules ; enté en pointe parti d'or, au lion de sable, armé et lampassé de gueules et d'argent à l'aigle éployé de gueules, membré et becqué d'or ; sur-le-tout, écartelé en 1 et 4, de gueules au château d'or ouvert et ajouré d'azur et en 2 et 3 d'argent au lion de gueules armé, lampassé et couronné d'or, enté en pointe du sur-le-tout d'argent à une pomme grenade de gueules, tigée et feuilleté de sinople ; sur-le-tout-du-tout d'azur à trois fleurs de lys d'or à la bordure de gueules. |
|        | Amélie (1818 † 1857), fille de François Ier, roi des Deux-Siciles (1777 † 1830), mariée en 1832 à l'infant Sébastien (1811 † 1875). Deux écus accolés : celui écartelé en 1 et 4, de gueules au château d'or ouvert et ajouré d'azur et en 2 et 3 d'argent au lion de gueules armé, lampassé et couronné d'or, enté en pointe du sur-le-tout d'argent à une pomme grenade de gueules, tigée et feuilleté de sinople ; sur-le-tout d'azur à trois fleurs de lys d'or à la bordure de gueules et celui écartelé au I, en 1 parti coupé d'azur semé de fleurs de lys d'or au lambel de gueules et d'or aux six fleurs de lys d'azur posées 1, 2, 2 et 1 ; en 2 parti coupé de gueules au château d'or ouvert et ajouré d'azur et d'argent au lion de gueules armé, lampassé et couronné d'or, enté en pointe du sur-le-tout d'argent à une pomme grenade de gueules, tigée et feuilleté de sinople et d'argent à la croix potencée d'or cantonné de quatre croisettes de même ; en 3 parti coupé de écartelé en sautoir d'or aux quatre pals de gueules et d'argent à l'aigle de sable et d'or à six tourteaux mis en orle, cinq de gueules, celui en chef d'azur chargé de trois fleurs de lis d'or ; sur le tout d'azur, à trois fleurs de lys d'or, à la bordure de gueules, (qui est d'Anjou). |
|        | L'infante Maria Cristina (1833 † 1902), fille de l'infant François de Paule (1794 † 1865), mariée en 1860 à l'infant Sébastien. 1860-1875 : deux écus accolés : celui écartelé en 1 et 4, de gueules au château d'or ouvert et ajouré d'azur et en 2 et 3 d'argent au lion de gueules armé, lampassé et couronné d'or, enté en pointe du sur-le-tout d'argent à une pomme grenade de gueules, tigée et feuilleté de sinople ; sur-le-tout d'azur à trois fleurs de lys d'or à la bordure de gueules et celui écartelé en 1 et 4, de gueules au château d'or ouvert et ajouré d'azur et en 2 et 3 d'argent au lion de gueules armé, lampassé et couronné d'or, enté en pointe du sur-le-tout d'argent à une pomme grenade de gueules, tigée et feuilleté de sinople ; sur-le-tout d'azur à trois fleurs de lys d'or à la bordure de gueules. 1875-1902 : écartelé en 1 et 4, de gueules au château d'or ouvert et ajouré d'azur et en 2 et 3 d'argent au lion de gueules armé, lampassé et couronné d'or, enté en pointe du sur-le-tout d'argent à une pomme grenade de gueules, tigée et feuilleté de sinople sur-le-tout d'azur à trois fleurs de lys d'or[Information douteuse]. |
|        | L'infante Amélie-Philippine (1834 † 1905), princesse Adalbert de Bavière, fille de l'infant François de Paule (1794 † 1865), mariée en 1856 au prince Adalbert de Bavière (1828 † 1875). Deux écus accolés : celui écartelé au 1 de sable, au lion d'or, armé et lampassé et couronné de gueules, au 2 Emanché de gueules et d'argent de trois pièces au 3 bandé d'argent et de gueules au pal d'or brochant sur le tout, au 4 d'argent au lion d'azur armé lampassé et couronné d'or et sur le tout fuselé en bande d'azur et d'argent et celui écartelé en 1 et 4, de gueules au château d'or ouvert et ajouré d'azur et en 2 et 3 d'argent au lion de gueules armé, lampassé et couronné d'or, enté en pointe du sur-le-tout d'argent à une pomme grenade de gueules, tigée et feuilleté de sinople ; sur-le-tout d'azur à trois fleurs de lys d'or à la bordure de gueules. |
|        | L'infante Marie-Isabelle (1851 † 1931), fille de Isabelle II, reine d'Espagne. - 1868–1871 Comtesse de Girgenti : deux écus accolés : celui écartelé au I, en 1 parti coupé d'azur semé de fleurs de lys d'or au lambel de gueules et d'or aux six fleurs de lys d'azur posées 1, 2, 2 et 1 ; en 2 parti coupé de gueules au château d'or ouvert et ajouré d'azur et d'argent au lion de gueules armé, lampassé et couronné d'or, enté en pointe du sur-le-tout d'argent à une pomme grenade de gueules, tigée et feuilleté de sinople et d'argent à la croix potencée d'or cantonné de quatre croisettes de même ; en 3 parti coupé de écartelé en sautoir d'or aux quatre pals de gueules et d'argent à l'aigle de sable et d'or à six tourteaux mis en orle, cinq de gueules, celui en chef d'azur chargé de trois fleurs de lis d'or ; sur le tout d'azur, à trois fleurs de lys d'or, à la bordure de gueules, (qui est d'Anjou) et celui écartelé en 1 et 4, de gueules au château d'or ouvert et ajouré d'azur et en 2 et 3 d'argent au lion de gueules armé, lampassé et couronné d'or, enté en pointe du sur-le-tout d'argent à une pomme grenade de gueules, tigée et feuilleté de sinople ; sur-le-tout d'azur à trois fleurs de lys d'or à la bordure de gueules. - 1851-1857 / 1875-1880 Princesse des Asturies - 1875-1880 : coupé de deux : en I, parti de trois : en 1, d'or à quatre pals de gueules, en 2, écartelé en sautoir d'or aux quatre pals de gueules et d'argent à l'aigle de sable, en 3, de gueules à la fasce d'argent et en 4, d'azur semé de fleurs de lys d'or à la bordure componée d'argent et de gueules ; en II, parti d'or à six fleurs de lys d'azur posées 3, 2 et 1 et d'or à six tourteaux mis en orle, cinq de gueules, celui en chef d'azur chargé de trois fleurs de lis d'or ; en III, parti bandé d'or et d'azur de six pièces, à la bordure de gueules et de sable, au lion d'or, armé et lampassé de gueules ; enté en pointe parti d'or, au lion de sable, armé et lampassé de gueules et d'argent à l'aigle éployé de gueules, membré et becqué d'or ; sur-le-tout, écartelé en 1 et 4, de gueules au château d'or ouvert et ajouré d'azur et en 2 et 3 d'argent au lion de gueules armé, lampassé et couronné d'or, enté en pointe du sur-le-tout d'argent à une pomme grenade de gueules, tigée et feuilleté de sinople ; sur-le-tout-du-tout d'azur à trois fleurs de lys d'or à la bordure de gueules. - 1871-1875 / avant 1880 : écartelé en 1 et 4, de gueules au château d'or ouvert et ajouré d'azur et en 2 et 3 d'argent au lion de gueules armé, lampassé et couronné d'or, enté en pointe du sur-le-tout d'argent à une pomme grenade de gueules, tigée et feuilleté de sinople sur-le-tout d'azur à trois fleurs de lys d'or[Information douteuse]. |
|        | L'infante Marie de la Paix (1862 † 1946), princesse de Bavière, fille d'Isabelle II, reine d'Espagne, mariée en 1883 à Louis-Ferdinand, prince de Bavière (1859 † 1949) parti en I, écartelé au 1 de sable, au lion d'or, armé et lampassé et couronné de gueules (qui est du comté palatin du Rhin), au 2 Emanché de gueules et d'argent de trois pièces (qui est de Franconie) au 3 bandé d'argent et de gueules au pal d'or brochant sur le tout (qui est de Burgovie), au 4 d'argent au lion d'azur armé lampassé et couronné d'or (qui est de Veldenz) et sur le tout fuselé en bande d'azur et d'argent (qui est de Bavière) ; en II écartelé en 1 et 4, de gueules au château d'or ouvert et ajouré d'azur et en 2 et 3 d'argent au lion de gueules armé, lampassé et couronné d'or, enté en pointe du sur-le-tout d'argent à une pomme grenade de gueules, tigée et feuilleté de sinople sur-le-tout d'azur à trois fleurs de lys d'or à la bordure de gueules, après 1883, d'azur à trois fleurs de lys d'or[Information douteuse]. |
|        | L'infante Eulalie (1864 † 1958), duchesse de Galliera, fille d'Isabelle II, reine d'Espagne, mariée en 1886 à l'infant Antoine d'Orléans, duc de Galliera (1866 † 1930) 1866[Information douteuse]-1930 : parti en I, écartelé en 1 d'azur aux trois fleurs de lis d'or au lambel d'argent (d'Orléans), en 2 d'azur aux trois fleurs de lys d'or à la bourdure de gueules (d'Anjou) et en 3 et 4 parti en 1 d'azur aux trois fleurs de lys d'or à la bourdure de gueules et 2 écartelé en sautoir d'or aux quatre pals de gueules et d'argent à l'aigle de sable (de Bourbon-Deux Siciles) ; en II écartelé en 1 et 4, de gueules au château d'or ouvert et ajouré d'azur et en 2 et 3 d'argent au lion de gueules armé, lampassé et couronné d'or, enté en pointe du sur-le-tout d'argent à une pomme grenade de gueules, tigée et feuilleté de sinople sur-le-tout d'azur à trois fleurs de lys d'or à la bordure de gueules, après 1883, d'azur à trois fleurs de lys d'or[Information douteuse]. 1930-1958 : écartelé en 1 et 4, de gueules au château d'or ouvert et ajouré d'azur et en 2 et 3 d'argent au lion de gueules armé, lampassé et couronné d'or, enté en pointe du sur-le-tout d'argent à une pomme grenade de gueules, tigée et feuilleté de sinople sur-le-tout d'azur à trois fleurs de lys d'or[Information douteuse]. |
|        | L'infante Mercedes (1880 † 1904), princesse des Asturies, fille de Alphonse XII, roi d'Espagne. coupé de deux : en I, parti de trois : en 1, d'or à quatre pals de gueules, en 2, écartelé en sautoir d'or aux quatre pals de gueules et d'argent à l'aigle de sable, en 3, de gueules à la fasce d'argent et en 4, d'azur semé de fleurs de lys d'or à la bordure componée d'argent et de gueules ; en II, parti d'or à six fleurs de lys d'azur posées 3, 2 et 1 et d'or à six tourteaux mis en orle, cinq de gueules, celui en chef d'azur chargé de trois fleurs de lis d'or ; en III, parti bandé d'or et d'azur de six pièces, à la bordure de gueules et de sable, au lion d'or, armé et lampassé de gueules ; enté en pointe parti d'or, au lion de sable, armé et lampassé de gueules et d'argent à l'aigle éployé de gueules, membré et becqué d'or ; sur-le-tout, écartelé en 1 et 4, de gueules au château d'or ouvert et ajouré d'azur et en 2 et 3 d'argent au lion de gueules armé, lampassé et couronné d'or, enté en pointe du sur-le-tout d'argent à une pomme grenade de gueules, tigée et feuilleté de sinople ; sur-le-tout-du-tout d'azur à trois fleurs de lys d'or[Information douteuse]. |
|        | L'infante Marie-Thérèse (1862 † 1912), princesse de Bavière, fille d'Alphonse XII, roi d'Espagne, mariée en 1906 à Ferdinand-Marie, prince de Bavière (1884 † 1958) parti en I, écartelé au 1 de sable, au lion d'or, armé et lampassé et couronné de gueules (qui est du comté palatin du Rhin), au 2 Emanché de gueules et d'argent de trois pièces (qui est de Franconie) au 3 bandé d'argent et de gueules au pal d'or brochant sur le tout (qui est de Burgovie), au 4 d'argent au lion d'azur armé lampassé et couronné d'or (qui est de Veldenz) et sur le tout fuselé en bande d'azur et d'argent (qui est de Bavière), au chef de gueules à une croix d'argent ; en II écartelé en 1 et 4, de gueules au château d'or ouvert et ajouré d'azur et en 2 et 3 d'argent au lion de gueules armé, lampassé et couronné d'or, enté en pointe du sur-le-tout d'argent à une pomme grenade de gueules, tigée et feuilleté de sinople sur-le-tout d'azur à trois fleurs de lys d'or[Information douteuse]. |
|        | L'infant Jacques-Henri (1908 † 1975), « duc de Ségovie », fils de Alphonse XIII, roi d'Espagne. coupé de deux : en I, parti de trois : en 1, d'or à quatre pals de gueules, en 2, écartelé en sautoir d'or aux quatre pals de gueules et d'argent à l'aigle de sable, en 3, de gueules à la fasce d'argent et en 4, d'azur semé de fleurs de lys d'or à la bordure componée d'argent et de gueules ; en II, parti d'or à six fleurs de lys d'azur posées 3, 2 et 1 et d'or à six tourteaux mis en orle, cinq de gueules, celui en chef d'azur chargé de trois fleurs de lis d'or ; en III, parti bandé d'or et d'azur de six pièces, à la bordure de gueules et de sable, au lion d'or, armé et lampassé de gueules ; enté en pointe parti d'or, au lion de sable, armé et lampassé de gueules et d'argent à l'aigle éployé de gueules, membré et becqué d'or ; sur-le-tout, écartelé en 1 et 4, de gueules au château d'or ouvert et ajouré d'azur et en 2 et 3 d'argent au lion de gueules armé, lampassé et couronné d'or, enté en pointe du sur-le-tout d'argent à une pomme grenade de gueules, tigée et feuilleté de sinople ; sur-le-tout-du-tout d'azur à trois fleurs de lys d'or (à la bordure de gueules jusqu'en 1938). - 1941 - 1975 Prétendant aux trônes d'Espagne, de France et de Navarre. |
|        | L'infant Jean (1913 † 1993), comte de Barcelone, fils d'Alphonse XIII, roi d'Espagne. coupé de deux : en I, parti de trois : en 1, d'or à quatre pals de gueules, en 2, écartelé en sautoir d'or aux quatre pals de gueules et d'argent à l'aigle de sable, en 3, de gueules à la fasce d'argent et en 4, d'azur semé de fleurs de lys d'or à la bordure componée d'argent et de gueules ; en II, parti d'or à six fleurs de lys d'azur posées 3, 2 et 1 et d'or à six tourteaux mis en orle, cinq de gueules, celui en chef d'azur chargé de trois fleurs de lis d'or ; en III, parti bandé d'or et d'azur de six pièces, à la bordure de gueules et de sable, au lion d'or, armé et lampassé de gueules ; enté en pointe parti d'or, au lion de sable, armé et lampassé de gueules et d'argent à l'aigle éployé de gueules, membré et becqué d'or ; sur-le-tout, écartelé en 1 et 4, de gueules au château d'or ouvert et ajouré d'azur et en 2 et 3 d'argent au lion de gueules armé, lampassé et couronné d'or, enté en pointe du sur-le-tout d'argent à une pomme grenade de gueules, tigée et feuilleté de sinople ; sur-le-tout-du-tout d'azur à trois fleurs de lys d'or[Information douteuse]. avant 1941 : coupé de deux : en I, parti de trois : en 1, écartelé en sautoir d'or aux quatre pals de gueules et d'argent à l'aigle de sable, en 2, d'argent à croix de Jérusalem, d'or, en 3, de gueules à la fasce d'argent et en 4, d'azur semé de fleurs de lys d'or à la bordure componée d'argent et de gueules ; en II, parti d'or à six fleurs de lys d'azur posées 3, 2 et 1 (ou 1,2,2,1) et d'or à six tourteaux mis en orle, cinq de gueules, celui en chef d'azur chargé de trois fleurs de lis d'or ; en III, parti bandé d'or et d'azur de six pièces, à la bordure de gueules et de sable, au lion d'or, armé et lampassé de gueules ; enté en pointe parti d'or, au lion de sable, armé et lampassé de gueules et d'argent à l'aigle éployé de gueules, membré et becqué d'or ; sur-le-tout, écartelé au 1 de gueules au château d'or couvert et ajouré d'azur, au 2 d'argent au lion de pourpre armé, lampassé et couronné d'or, au 3 d'or aux quatre pals de gueules, au 4 de gueules aux chaînes d'or posées en orle, en croix et en sautoir, chargées en cœur d'une émeraude au naturel, accompagné en pointe d'argent à une pomme grenade de gueules tigé et feuillé de sinople et sur le tout d'azur aux trois fleurs de lys d'or à la bordure de gueule. - 1941 - 1977 Prétendant au trône d’Espagne. |
|        | L'infant Gonzalve (1914 † 1934), fils d'Alphonse XIII, roi d'Espagne. coupé de deux : en I, parti de trois : en 1, d'or à quatre pals de gueules, en 2, écartelé en sautoir d'or aux quatre pals de gueules et d'argent à l'aigle de sable, en 3, de gueules à la fasce d'argent et en 4, d'azur semé de fleurs de lys d'or à la bordure componée d'argent et de gueules ; en II, parti d'or à six fleurs de lys d'azur posées 3, 2 et 1 et d'or à six tourteaux mis en orle, cinq de gueules, celui en chef d'azur chargé de trois fleurs de lis d'or ; en III, parti bandé d'or et d'azur de six pièces, à la bordure de gueules et de sable, au lion d'or, armé et lampassé de gueules ; enté en pointe parti d'or, au lion de sable, armé et lampassé de gueules et d'argent à l'aigle éployé de gueules, membré et becqué d'or ; sur-le-tout, écartelé en 1 et 4, de gueules au château d'or ouvert et ajouré d'azur et en 2 et 3 d'argent au lion de gueules armé, lampassé et couronné d'or, enté en pointe du sur-le-tout d'argent à une pomme grenade de gueules, tigée et feuilleté de sinople ; sur-le-tout-du-tout d'azur à trois fleurs de lys d'or[Information douteuse]. |
|        | L'infante Béatrice (1909 † 2002), princesse de Civitella-Cesi, fille de Alphonse XIII, roi d'Espagne, mariée en 1935 à Alessandro Torlonia, prince de Civitella-Cesi (1911 † 1986). à 1935 : écartelé en 1 et 4, de gueules au château d'or ouvert et ajouré d'azur et en 2 et 3 d'argent au lion de gueules armé, lampassé et couronné d'or, enté en pointe du sur-le-tout d'argent à une pomme grenade de gueules, tigée et feuilleté de sinople sur-le-tout à trois fleurs de lys d'or à la bordure de gueules. 1935-1986 : parti en I, écartelé en 1 et 4, de gueules à la bande d'argent bordée d'or et chargée de trois roses d'or et en 2 et 3 d'azur à l comète d'or ; en II écartelé en 1 de gueules au château d'or ouvert et ajouré d'azur, en 2 d'argent au lion de gueules armé, lampassé et couronné d'or, en 3 d'or à quatre pals de gueules et en 4 de gueules aux chaînes d'or posées en orle, en croix et en sautoir, chargées en cœur d'une émeraude au naturel, en enté en pointe du sur-le-tout d'argent à une pomme grenade de gueules, tigée et feuilleté de sinople sur-le-tout d'azur à trois fleurs de lys d'or (à la bordure de gueules jusqu'en 1936). 1986-2002 : écartelé en 1 de gueules au château d'or ouvert et ajouré d'azur, en 2 d'argent au lion de gueules armé, lampassé et couronné d'or, en 3 d'or à quatre pals de gueules et en 4 de gueules aux chaînes d'or posées en orle, en croix et en sautoir, chargées en cœur d'une émeraude au naturel, en enté en pointe du sur-le-tout d'argent à une pomme grenade de gueules, tigée et feuilleté de sinople sur-le-tout d'azur à trois fleurs de lys d'or. |
|        | L'infante María Cristina (1909 † 1996), comtesse de Marone-Cinzano, fille d'Alphonse XIII, roi d'Espagne, mariée en 1940 à Enrico Eugenio, comte Marone-Cinzano (1895 † 1968). à 1940 : écartelé en 1 et 4, de gueules au château d'or ouvert et ajouré d'azur et en 2 et 3 d'argent au lion de gueules armé, lampassé et couronné d'or, enté en pointe du sur-le-tout d'argent à une pomme grenade de gueules, tigée et feuilleté de sinople sur-le-tout à trois fleurs de lys d'or à la bordure de gueules, après 1936, d'azur à trois fleurs de lys d'or. 1940-1968 : parti en I, de gueules au lion armé et lampassé d'or ; en II écartelé en 1 de gueules au château d'or ouvert et ajouré d'azur, en 2 d'argent au lion de pourpre armé, lampassé et couronné d'or, en 3 d'or à quatre pals de gueules et en 4 de gueules aux chaînes d'or posées en orle, en croix et en sautoir, chargées en cœur d'une émeraude au naturel, en enté en pointe du sur-le-tout d'argent à une pomme grenade de gueules, tigée et feuilleté de sinople sur-le-tout d'azur à trois fleurs de lys d'or. 1968-1996 : écartelé en 1 de gueules au château d'or ouvert et ajouré d'azur, en 2 d'argent au lion de gueules armé, lampassé et couronné d'or, en 3 d'or à quatre pals de gueules et en 4 de gueules aux chaînes d'or posées en orle, en croix et en sautoir, chargées en cœur d'une émeraude au naturel, en enté en pointe du sur-le-tout d'argent à une pomme grenade de gueules, tigée et feuilleté de sinople sur-le-tout d'azur à trois fleurs de lys d'or. |
|        | L'infant Alfonso (1941 † 1956), fils de l'infant Jean, « comte de Barcelone ». écartelé en 1 de gueules au château d'or ouvert et ajouré d'azur, en 2 d'argent au lion de gueules armé, lampassé et couronné d'or, en 3 d'or à quatre pals de gueules et en 4 de gueules aux chaînes d'or posées en orle, en croix et en sautoir, chargées en cœur d'une émeraude au naturel, en enté en pointe du sur-le-tout d'argent à une pomme grenade de gueules, tigée et feuilleté de sinople sur-le-tout d'azur à trois fleurs de lys d'or[Information douteuse]. |
|        | L'infante Pilar de Bourbon (1936 † 2020), duchesse de Badajoz, fille de l'infant Jean « comte de Barcelone », mariée en 1967 à Luis Gómez-Acebo y Duque de Estrada (1934 † 1991), vicomte de la Torre. 1936-1967 : (Blason officieux) Ecartelé au 1 de gueules au château d'or couvert et ajouré d'azur, au 2 d'argent au lion de gueules armé, lampassé et couronné d'or, au 3 d'or aux quatre pals de gueules, au 4 de gueules aux chaînes d'or posées en orle, en croix et en sautoir, chargées en cœur d'une émeraude au naturel, accompagné en pointe d'argent à une pomme grenade de gueules tigé et feuillé de sinople et sur le tout d'azur aux trois fleurs de lys d'or[réf. nécessaire]. 1967-1977 : (Blason officieux) parti en I, écartelé en 1 et 4, d'argent au lion de gueules et en 2 et 3 d'argent à le houx arraché de sinople, fruité de gueules et accompagné de trois lévriers au naturel brochants sur le tronc, sur-le-tout, écartelé en 1, parti, au I d'or à l'aigle bicéphale de sable surmonté d'une couronne impériale, au II d'azur à trois bandes d'argent chargées de sept mouchetures d'hermines de sable, 3 dans celle du centre et deux dans chacune des deux autres, qui est ; en 2, parti, au I d'argent au franc-canton senestre chargé d'une aiglette de sable naissant, au II d'azur à un pont d’argent de trois arches d’argent, maçonné de sable sur une champagne fascée ondée d'argent et d'azur sommée d'une tête du roi maure au naturel ; en 3 de sinople au château d'or, maçonné, ouvert et ajouré de sable avec trois tours sur une terrasse isolée d'argent avec deux pins de sinople, au cavalier et un lévrier au naturel et en 4, parti, au I écartelé en sautoir de sinople et d'or, le sinople chargé d'une bande de gueules bordée d'or, l'or chargé des mots AVE en pal à dextre et MARIA à senestre en lettres de sable, au II de gueules à la tour donjonnée d'or ouvert et ajouré de geules, avec au cavalier habillé d de sable armé d'une lance tenant au bout un faucon d’or, la tour accompagnée de deux fleurs de lys du même ; en II écartelé en 1 de gueules au château d'or ouvert et ajouré d'azur, en 2 d'argent au lion de gueules armé, lampassé et couronné d'or, en 3 d'or à quatre pals de gueules et en 4 de gueules aux chaînes d'or posées en orle, en croix et en sautoir, chargées en cœur d'une émeraude au naturel, en enté en pointe du sur-le-tout d'argent à une pomme grenade de gueules, tigée et feuilleté de sinople sur-le-tout d'azur à trois fleurs de lys d'or[réf. nécessaire]. 1977-2001 : (Blason officieux) Ecartelé au 1 de gueules au château d'or couvert et ajouré d'azur, au 2 d'argent au lion de gueules armé, lampassé et couronné d'or, au 3 d'or aux quatre pals de gueules, au 4 de gueules aux chaînes d'or posées en orle, en croix et en sautoir, chargées en cœur d'une émeraude au naturel, accompagné en pointe d'argent à une pomme grenade de gueules tigé et feuillé de sinople et sur le tout d'azur aux trois fleurs de lys d'or à la bourdure de gueules[réf. nécessaire]. 2001-2020 : (Blason officieux) Écartelé au 1 de gueules au château d'or couvert et ajouré d'azur, au 2 d'argent au lion de gueules armé, lampassé et couronné d'or, au 3 d'or aux quatre pals de gueules, au 4 de gueules aux chaînes d'or posées en orle, en croix et en sautoir, chargées en cœur d'une émeraude au naturel, accompagné en pointe d'argent à une pomme grenade de gueules tigé et feuillé de sinople et sur le tout d'azur aux trois fleurs de lys d'or à la bourdure de gueules, un lambel d'azur brochant sur la partition, le premier et le troisième pendant chargés d'une Chêne vert au naturel bordé d'or qui est de Estrémadure, le deuxième pendant d'une colonne d'Hercule d'argent accostée de au lion de pourpre bordé d'or armé, lampassé et couronné d'or, qui est de Badajoz. |
|        | Infantes d'Espagne (mariées). Ecu en ovale parti, en I occupée par les armoiries du mari, en II écartelé en 1 et 4, de gueules au château d'or ouvert et ajouré d'azur et en 2 et 3 d'argent au lion de pourpre armé, lampassé et couronné d'or, enté en pointe du sur-le-tout d'argent à une pomme grenade de gueules, tigée et feuilleté de sinople sur-le-tout d'azur à trois fleurs de lys d'or à la bordure de gueules. portées par : - L'infante Louise-Thérèse (1824 † 1900), fille de l'infant François de Paule. - L'infante Joséphine-Fernande (1827 † 1910), fille de l'infant François de Paule. |

### Prétendants au trône de France (légitimiste)
| Figure | Nom et blasonnement |
| ------ | --- |
|        | Alphonse (1936 † 1989), duc de Cadix et « d’Anjou », fils de l'infant Jacques-Henri. armes espagnoles (attribuées) : D'azur à trois fleurs de lys d'or à la bordure de gueules sur le tout d'azur à trois fleurs de lys, au chef de gueules à une croix d'argent.. avec prétendant aux trônes de France et de Navarre : parti en I, d'azur à trois fleurs de lys d'or et en II, écartelé en 1 de gueules au château d'or ouvert et ajouré d'azur, en 2 d'argent au lion de gueules armé, lampassé et couronné d'or, en 3 d'or à quatre pals de gueules et en 4 de gueules aux chaînes d'or posées en orle, en croix et en sautoir, chargées en cœur d'une émeraude au naturel, enté en pointe d'argent à une pomme grenade de gueules, tigée et feuilleté de sinople. |
|        | Gonzalve (1937 † 2000), « duc d’Aquitaine », fils de l'infant Jacques-Henri. armes françaises avec duc d’Aquitaine : Écartelé : 1 et 4, d'azur, à trois fleurs de lys d'or, à la bordure engrelée de gueules ; 2 et 3, de gueules, au léopard d'or . |

### Prétendants carlistes
| Figure | Nom et blasonnement |
| ------ | --- |
|        | 1833-1936 : Prétendants carlistes Grandes armes : Coupé de deux : en I, parti de trois : en 1, d'or à quatre pals de gueules, en 2, écartelé en sautoir d'or aux quatre pals de gueules et d'argent à l'aigle de sable, en 3, de gueules à la fasce d'argent et en 4, d'azur semé de fleurs de lys d'or à la bordure componée d'argent et de gueules ; en II, parti d'or à six fleurs de lys d'azur posées 3, 2 et 1 (ou 1,2,2,1) et d'or à six tourteaux mis en orle, cinq de gueules, celui en chef d'azur chargé de trois fleurs de lis d'or ; en III, parti bandé d'or et d'azur de six pièces, à la bordure de gueules et de sable, au lion d'or, armé et lampassé de gueules ; enté en pointe parti d'or, au lion de sable, armé et lampassé de gueules et d'argent à l'aigle éployé de gueules, membré et becqué d'or ; sur-le-tout, écartelé en 1 et 4, de gueules au château d'or ouvert et ajouré d'azur et en 2 et 3 d'argent au lion de gueules armé, lampassé et couronné d'or, enté en pointe du sur-le-tout d'argent à une pomme grenade de gueules, tigée et feuilleté de sinople ; sur-le-tout-du-tout d'azur aux trois fleurs de lys d'or à la bordure de gueules, après 1883, d'azur à trois fleurs de lys d'or. Petites armes 1883 - 1932 : écartelé en 1 et 4 de gueules au château d'or ouvert et ajouré d'azur, en 2 et 3 d'argent au lion de pourpre armé, lampassé et couronné d'or, enté en pointe d'argent à une pomme grenade de gueules, tigée et feuilleté de sinople ; sur le tout d'azur aux trois fleurs de lys d'or à la bordure de gueules, après 1883, d'azur à trois fleurs de lys d'or. Petites armes 1932 - 1942 : Armes avant 1942 : |

## Maison de Bourbon-Deux Siciles
| Figure | Nom et blasonnement |
| ------ | --- |
|        | Bourbon-Sicile, roi des Deux-Siciles. parti de deux, en I coupé d'or aux six fleurs de lys d'azur posées 3, 2 et 1, (qui est de Farnèse) et d'argent, à cinq écussons d'azur, posés en croix, les deux de flanc mis de côté, chaque écusson chargé de cinq besants du champ, posés en sautoir, à la bordure de gueules, chargée de neuf châteaux d'or, donjonnés de trois tours, ouverts et ajourés d'azur (qui est du Portugal), en II coupé écartelé en 1 et 4, de gueules au château d'or ouvert et ajouré d'azur (qui est de Castille) et en 2 et 3 d'argent au lion de gueules armé, lampassé et couronné d'or (qui est deon) et d'azur semé de fleurs de lys d'or au lambel de gueules (qui est de Naples) et en III d'or à six tourteaux mis en orle, cinq de gueules, celui en chef d'azur chargé de trois fleurs de lis d'or (qui est de Toscane) ; sur le tout d'azur, à trois fleurs de lys d'or, à la bordure de gueules, (qui est d'Anjou). |
|        | Grandes armes des rois Bourbons des Deux-Siciles. Parti de deux : - au I, écartelé : 1 et 4, d'or aux six fleurs de lys d'azur posées 3, 2 et 1, (qui est de Farnèse); 2 et 3, parti de gueules à la fasce d'argent (qui est d'Autriche) et bandé d'or et d'argent de six pièces à la bordure de gueules (qui est de Bourgogne ancien); sur-le-tout d'argent aux cinq écussons disposés en croix d'azur chargés de cinq besans d'argent en sautoir à la bordure de gueules chargée de huit châteaux d'or, donjonnés de trois tours, ouverts et ajourés d'azur (qui est de Portugal); - au II, coupé de 3, au I parti d'écartélé au 1 et 4 de gueules au château d'or, donjonnés de trois tours, ouverts et ajourés d'azur (qui est de Castille) et au 2 et 3 d'argent au lion de pourpre (qui est de Léon); et contre-parti d'or aux quatre pals de gueules (qui est d'Aragon) et écartelé en sautoir d'or aux quatre pals de gueules et d'argent à l'aigle de sable (qui est de Sicile); enté en pointe d'argent à une pomme grenade de gueules tigée et feuillée de sinople (qui est de Grenade); au II parti de gueules à la fasce d'argent (qui est d'Autriche) et d'azur semé de lys d'or à la bordure componée de gueules et d'argent (qui est de Bourgogne), au III écartélé en 1 taillé d'argent de six pièces à la bordure de gueules (qui est de Bourgogne ancien) et d'or au lion de sable armé et lampassé de gueules (qui est de Flandre) au II tranché de sable au lion d'or armé et lampassé de gueules (qui est de Brabant) et d'argent à l'aigle de gueules (qui est de Tyrol), au 3 semé de lys d'or au lambel de gueules (qui est de Naples) et au 4 d'argent à la croix potencée d'or cantonné de quatre croisettes de même (qui est de Jérusalem) ; - au III, d'or à six tourteaux mis en orle, cinq de gueules, celui en chef d'azur chargé de trois fleurs de lis d'or (qui est de Toscane); sur-le-tout d'azur à trois fleurs de lys d'or posés 2 et 1 à la bordure de gueules (qui est d'Anjou).,. |
|        | Armes du prince héritier des Deux-Siciles. Parti de trois : - au I, écartelé : 1 et 4, d'or aux six fleurs de lys d'azur posées 1, 2, 2 et 1, (qui est de Farnèse); 2 et 3, parti de gueules à la fasce d'argent (qui est d'Autriche) et bandé d'or et d'argent de six pièces à la bordure de gueules (qui est de Bourgogne ancien); sur-le-tout d'argent aux cinq écussons disposés en croix d'azur chargés de cinq besans d'argent en sautoir à la bordure de gueules chargée de huit châteaux d'or, donjonnés de trois tours, ouverts et ajourés d'azur (qui est de Portugal); - au II, coupé de 3, au I parti d'écartélé au 1 et 4 de gueules au château d'or, donjonnés de trois tours, ouverts et ajourés d'azur (qui est de Castille) et au 2 et 3 d'argent au lion de gueules (qui est de Léon); et contre-parti d'or aux quatre pals de gueules (qui est d'Aragon) et écartelé en sautoir d'or aux quatre pals de gueules et d'argent à l'aigle de sable (qui est de Sicile); enté en pointe d'argent à une pomme grenade de gueules tigée et feuillée de sinople (qui est de Grenade); au II parti de gueules à la fasce d'argent (qui est d'Autriche) et d'azur semé de lys d'or à la bordure componée de gueules et d'argent (qui est de Bourgogne), au III écartélé en 1 taillé d'argent de six pièces à la bordure de gueules (qui est de Bourgogne ancien) et d'or au lion de sable armé et lampassé de gueules (qui est de Flandre) au II tranché de sable au lion d'or armé et lampassé de gueules (qui est de Brabant) et d'argent à l'aigle de gueules (qui est de Tyrol), au 3 d'azur, neuf fleurs de lys d'or posées 3, 3 et 3 au lambel à cinq pendants de gueules (qui est de Naples) et au 4 d'argent à la croix potencée d'or cantonné de quatre croisettes de même (qui est de Jérusalem); - au III, d'or à six tourteaux mis en orle, cinq de gueules, celui en chef d'azur chargé de trois fleurs de lis d'or (qui est de Toscane); sur-le-tout d'azur aux trois fleurs de lys d'or posés 2 et 1 à la bordure de gueules (qui est d'Anjou).. |
|        | Marie Amélie de Bourbon-Siciles (1782 † 1866), mariée en 1809 à Louis-Philippe (1773 † 1850), roi des Français Deux écus accolés : celui des Orléans (d'azur aux trois fleurs de lys d'or et au lambel d'argent) et celui de Bourbon-Sicile (Parti de deux, au I, écartelé : 1 et 4, d'or aux six fleurs de lys d'azur posées 3, 2 et 1, (qui est de Farnèse); 2 et 3, parti de gueules à la fasce d'argent (qui est d'Autriche) et bandé d'or et d'argent de six pièces à la bordure de gueules (qui est de Bourgogne ancien); sur-le-tout d'argent aux cinq écussons disposés en croix d'azur chargés de cinq besans d'argent en sautoir à la bordure de gueules chargée de huit châteaux d'or, donjonnés de trois tours, ouverts et ajourés d'azur (qui est de Portugal); au II, coupé de 3, au I parti d'écartélé au 1 et 4 de gueules au château d'or, donjonnés de trois tours, ouverts et ajourés d'azur (qui est de Castille) et au 2 et 3 d'argent au lion de pourpre (qui est de Léon); et contre-parti d'or aux quatre pals de gueules (qui est d'Aragon) et écartelé en sautoir d'or aux quatre pals de gueules et d'argent à l'aigle de sable (qui est de Sicile); enté en pointe d'argent à une pomme grenade de gueules tigée et feuillée de sinople (qui est de Grenade); au II parti de gueules à la fasce d'argent (qui est d'Autriche) et d'azur semé de lys d'or à la bordure componée de gueules et d'argent (qui est de Bourgogne), au III écartélé en 1 taillé d'argent de six pièces à la bordure de gueules (qui est de Bourgogne ancien) et d'or au lion de sable armé et lampassé de gueules (qui est de Flandre) au II tranché de sable au lion d'or armé et lampassé de gueules (qui est de Brabant) et d'argent à l'aigle de gueules (qui est de Tyrol), au 3 semé de lys d'or au lambel de gueules (qui est de Naples) et au 4 d'argent à la croix potencée d'or cantonné de quatre croisettes de même (qui est de Jérusalem); au III, d'or à six tourteaux mis en orle, cinq de gueules, celui en chef d'azur chargé de trois fleurs de lis d'or (qui est de Toscane); sur-le-tout d'azur à trois fleurs de lys d'or posés 2 et 1 à la bordure de gueules (qui est d'Anjou). |
|        | 1829-1868/1878: Marie-Antoinette de Bourbon-Siciles (1784 † 1806), princesse des Asturies, mariée en 1802 à Ferdinand (1784 † 1833), prince des Asturies (Ferdinand VII) Deux écus accolés : celui des Coupé de deux : en I, parti de trois : en 1, d'or à quatre pals de gueules, en 2, écartelé en sautoir d'or aux quatre pals de gueules et d'argent à l'aigle de sable, en 3, de gueules à la fasce d'argent et en 4, d'azur semé de fleurs de lys d'or à la bordure componée d'argent et de gueules ; en II, parti d'or à six fleurs de lys d'azur posées 3, 2 et 1 (ou 1,2,2,1) et d'or à six tourteaux mis en orle, cinq de gueules, celui en chef d'azur chargé de trois fleurs de lis d'or ; en III, parti bandé d'or et d'azur de six pièces, à la bordure de gueules et de sable, au lion d'or, armé et lampassé de gueules ; enté en pointe parti d'or, au lion de sable, armé et lampassé de gueules et d'argent à l'aigle éployé de gueules, membré et becqué d'or ; sur-le-tout, écartelé en 1 et 4, de gueules au château d'or ouvert et ajouré d'azur et en 2 et 3 d'argent au lion de gueules armé, lampassé et couronné d'or, enté en pointe du sur-le-tout d'argent à une pomme grenade de gueules, tigée et feuilleté de sinople ; sur-le-tout-du-tout d'azur au trois fleurs de lys d'or à la bordure de gueules et celui de Bourbon-Sicile, qui est parti de deux, en I coupé d'or aux six fleurs de lys d'azur posées 3, 2 et 1, (qui est de Farnèse) et d'argent, à cinq écussons d'azur, posés en croix, les deux de flanc mis de côté, chaque écusson chargé de cinq besants du champ, posés en sautoir, à la bordure de gueules, chargée de neuf châteaux d'or, donjonnés de trois tours, ouverts et ajourés d'azur (qui est du Portugal), en II coupé écartelé en 1 et 4, de gueules au château d'or ouvert et ajouré d'azur (qui est de Castille) et en 2 et 3 d'argent au lion de gueules armé, lampassé et couronné d'or (qui est deon) et d'azur semé de fleurs de lys d'or au lambel de gueules (qui est de Naples) et en III d'or à six tourteaux mis en orle, cinq de gueules, celui en chef d'azur chargé de trois fleurs de lis d'or (qui est de Toscane) ; sur le tout d'azur, à trois fleurs de lys d'or, à la bordure de gueules, (qui est d'Anjou).[réf. nécessaire] |
|        | 1829-1868/1878: Marie-Christine de Bourbon-Siciles (1806 † 1878), mariée en 1829 à Ferdinand VII (1784 † 1833), roi d'Espagne Deux écus accolés : celui des Coupé de deux : en I, parti de trois : en 1, d'or à quatre pals de gueules, en 2, écartelé en sautoir d'or aux quatre pals de gueules et d'argent à l'aigle de sable, en 3, de gueules à la fasce d'argent et en 4, d'azur semé de fleurs de lys d'or à la bordure componée d'argent et de gueules ; en II, parti d'or à six fleurs de lys d'azur posées 3, 2 et 1 (ou 1,2,2,1) et d'or à six tourteaux mis en orle, cinq de gueules, celui en chef d'azur chargé de trois fleurs de lis d'or ; en III, parti bandé d'or et d'azur de six pièces, à la bordure de gueules et de sable, au lion d'or, armé et lampassé de gueules ; enté en pointe parti d'or, au lion de sable, armé et lampassé de gueules et d'argent à l'aigle éployé de gueules, membré et becqué d'or ; sur-le-tout, écartelé en 1 et 4, de gueules au château d'or ouvert et ajouré d'azur et en 2 et 3 d'argent au lion de gueules armé, lampassé et couronné d'or, enté en pointe du sur-le-tout d'argent à une pomme grenade de gueules, tigée et feuilleté de sinople ; sur-le-tout-du-tout d'azur au trois fleurs de lys d'or à la bordure de gueules et celui de Bourbon-Sicile, qui est parti de deux, en I coupé d'or aux six fleurs de lys d'azur posées 3, 2 et 1, (qui est de Farnèse) et d'argent, à cinq écussons d'azur, posés en croix, les deux de flanc mis de côté, chaque écusson chargé de cinq besants du champ, posés en sautoir, à la bordure de gueules, chargée de neuf châteaux d'or, donjonnés de trois tours, ouverts et ajourés d'azur (qui est du Portugal), en II coupé écartelé en 1 et 4, de gueules au château d'or ouvert et ajouré d'azur (qui est de Castille) et en 2 et 3 d'argent au lion de gueules armé, lampassé et couronné d'or (qui est deon) et d'azur semé de fleurs de lys d'or au lambel de gueules (qui est de Naples) et en III d'or à six tourteaux mis en orle, cinq de gueules, celui en chef d'azur chargé de trois fleurs de lis d'or (qui est de Toscane) ; sur le tout d'azur, à trois fleurs de lys d'or, à la bordure de gueules, (qui est d'Anjou).[réf. nécessaire] |
|        | Charles de Bourbon-Siciles (1870 † 1949), mariée en 1901 à Mercedes (1880 † 1904), princesse des Asturies et en 1907 à Louise d’Orléans (1882 † 1954) parti de deux, en I coupé d'or aux six fleurs de lys d'azur posées 3, 2 et 1, (qui est de Farnèse) et d'argent, à cinq écussons d'azur, posés en croix, les deux de flanc mis de côté, chaque écusson chargé de cinq besants du champ, posés en sautoir, à la bordure de gueules, chargée de neuf châteaux d'or, donjonnés de trois tours, ouverts et ajourés d'azur (qui est du Portugal), en II coupé écartelé en 1 et 4, de gueules au château d'or ouvert et ajouré d'azur (qui est de Castille) et en 2 et 3 d'argent au lion de gueules armé, lampassé et couronné d'or (qui est deon) et d'azur semé de fleurs de lys d'or au lambel de gueules (qui est de Naples) et en III d'or à six tourteaux mis en orle, cinq de gueules, celui en chef d'azur chargé de trois fleurs de lis d'or (qui est de Toscane) ; sur le tout d'azur, à trois fleurs de lys d'or, à la bordure de gueules, (qui est d'Anjou). |
|        | Louise d’Orléans (1882 † 1954), mariée en 1907 à Charles de Bourbon-Siciles (1870 † 1949) parti en I, écartelé au 1 de gueules au château d'or couvert et ajouré d'azur, qui est de Castille, au 2 d'argent au lion de gueules armé, lampassé et couronné d'or, qui est de León, au 3 d'or aux quatre pals de gueules, qui est de Aragon, au 4 de gueules aux chaînes d'or posées en orle, en croix et en sautoir, chargées en cœur d'une émeraude au naturel, qui est de Navarre, accompagné en pointe d'argent à une pomme grenade de gueules tigé et feuillé de sinople, qui est de Grenade et sur le tout d'azur aux trois fleurs de lys d'or à la bourdure de gueules, qui est d'Anjou et en II, d'azur aux trois fleurs de lys d'or, qui est de France (prétendance orléaniste). |
|        | Rénier de Bourbon-Siciles (1883 † 1973), « duc de Castro », fils de Alphonse de Bourbon-Siciles (1841 † 1934) et Marie-Antoinette de Bourbon-Siciles (1851 † 1918) - Armes avant 1960, prince de Bourbon-Deux Siciles, ancient : celui écartelé au I, en 1 parti coupé d'azur semé de fleurs de lys d'or au lambel de gueules et d'or aux six fleurs de lys d'azur posées 1, 2, 2 et 1 ; en 2 parti coupé de gueules au château d'or ouvert et ajouré d'azur et d'argent au lion de gueules armé, lampassé et couronné d'or, enté en pointe du sur-le-tout d'argent à une pomme grenade de gueules, tigée et feuilleté de sinople et d'argent à la croix potencée d'or cantonné de quatre croisettes de même ; en 3 parti coupé de écartelé en sautoir d'or aux quatre pals de gueules et d'argent à l'aigle de sable et d'or à six tourteaux mis en orle, cinq de gueules, celui en chef d'azur chargé de trois fleurs de lis d'or ; sur le tout d'azur, à trois fleurs de lys d'or, à la bordure de gueules. - Armes avant 1960, prince de Bourbon-Deux Siciles, moderne : écartelé au I parti de deux, en 1 coupé d'or aux six fleurs de lys d'azur posées 3, 2 et 1, (qui est de Farnèse) et d'argent, à cinq écussons d'azur, posés en croix, les deux de flanc mis de côté, chaque écusson chargé de cinq besants du champ, posés en sautoir, à la bordure de gueules, chargée de neuf châteaux d'or, donjonnés de trois tours, ouverts et ajourés d'azur (qui est du Portugal), en 2 coupé écartelé en 1 et 4, de gueules au château d'or ouvert et ajouré d'azur (qui est de Castille) et en 2 et 3 d'argent au lion de gueules armé, lampassé et couronné d'or (qui est deon) et d'azur semé de fleurs de lys d'or au lambel de gueules (qui est de Naples) et en 3 d'or à six tourteaux mis en orle, cinq de gueules, celui en chef d'azur chargé de trois fleurs de lis d'or (qui est de Toscane) ; sur le tout d'azur, à trois fleurs de lys d'or, à la bordure de gueules, (qui est d'Anjou). - 1960-1973 prétendant au trône des Deux-Siciles (branche cadette) : Parti de deux : - au I, écartelé : 1 et 4, d'or aux six fleurs de lys d'azur posées 3, 2 et 1, (qui est de Farnèse); 2 et 3, parti de gueules à la fasce d'argent (qui est d'Autriche) et bandé d'or et d'argent de six pièces à la bordure de gueules (qui est de Bourgogne ancien); sur-le-tout d'argent aux cinq écussons disposés en croix d'azur chargés de cinq besans d'argent en sautoir à la bordure de gueules chargée de huit châteaux d'or, donjonnés de trois tours, ouverts et ajourés d'azur (qui est de Portugal); - au II, coupé de 3, au I parti d'écartélé au 1 et 4 de gueules au château d'or, donjonnés de trois tours, ouverts et ajourés d'azur (qui est de Castille) et au 2 et 3 d'argent au lion de pourpre (qui est de Léon); et contre-parti d'or aux quatre pals de gueules (qui est d'Aragon) et écartelé en sautoir d'or aux quatre pals de gueules et d'argent à l'aigle de sable (qui est de Sicile); enté en pointe d'argent à une pomme grenade de gueules tigée et feuillée de sinople (qui est de Grenade); au II parti de gueules à la fasce d'argent (qui est d'Autriche) et d'azur semé de lys d'or à la bordure componée de gueules et d'argent (qui est de Bourgogne), au III écartélé en 1 taillé d'argent de six pièces à la bordure de gueules (qui est de Bourgogne ancien) et d'or au lion de sable armé et lampassé de gueules (qui est de Flandre) au II tranché de sable au lion d'or armé et lampassé de gueules (qui est de Brabant) et d'argent à l'aigle de gueules (qui est de Tyrol), au 3 semé de lys d'or au lambel de gueules (qui est de Naples) et au 4 d'argent à la croix potencée d'or cantonné de quatre croisettes de même (qui est de Jérusalem); - au III, d'or à six tourteaux mis en orle, cinq de gueules, celui en chef d'azur chargé de trois fleurs de lis d'or (qui est de Toscane); sur-le-tout d'azur à trois fleurs de lys d'or posés 2 et 1 à la bordure de gueules (qui est d'Anjou). |
|        | Alphonse de Bourbon-Siciles (1901 † 1964), « duc de Calabre », fils de Charles de Bourbon-Siciles (1870 † 1949) et Mercedes (1880 † 1904), princesse des Asturies - 1907-1960 : parti de deux, en I coupé d'or aux six fleurs de lys d'azur posées 3, 2 et 1, (qui est de Farnèse) et d'argent, à cinq écussons d'azur, posés en croix, les deux de flanc mis de côté, chaque écusson chargé de cinq besants du champ, posés en sautoir, à la bordure de gueules, chargée de neuf châteaux d'or, donjonnés de trois tours, ouverts et ajourés d'azur (qui est du Portugal), en II coupé écartelé en 1 et 4, de gueules au château d'or ouvert et ajouré d'azur (qui est de Castille) et en 2 et 3 d'argent au lion de gueules armé, lampassé et couronné d'or (qui est deon) et d'azur semé de fleurs de lys d'or au lambel de gueules (qui est de Naples) et en III d'or à six tourteaux mis en orle, cinq de gueules, celui en chef d'azur chargé de trois fleurs de lis d'or (qui est de Toscane) ; sur le tout d'azur, à trois fleurs de lys d'or, à la bordure de gueules, (qui est d'Anjou). - 1960-1964 « duc de Calabre », prétendant au trône des Deux-Siciles (branche aînée) : Parti de deux : - au I, écartelé : 1 et 4, d'or aux six fleurs de lys d'azur posées 3, 2 et 1, (qui est de Farnèse); 2 et 3, parti de gueules à la fasce d'argent (qui est d'Autriche) et bandé d'or et d'argent de six pièces à la bordure de gueules (qui est de Bourgogne ancien); sur-le-tout d'argent aux cinq écussons disposés en croix d'azur chargés de cinq besans d'argent en sautoir à la bordure de gueules chargée de huit châteaux d'or, donjonnés de trois tours, ouverts et ajourés d'azur (qui est de Portugal); - au II, coupé de 3, au I parti d'écartélé au 1 et 4 de gueules au château d'or, donjonnés de trois tours, ouverts et ajourés d'azur (qui est de Castille) et au 2 et 3 d'argent au lion de pourpre (qui est de Léon); et contre-parti d'or aux quatre pals de gueules (qui est d'Aragon) et écartelé en sautoir d'or aux quatre pals de gueules et d'argent à l'aigle de sable (qui est de Sicile); enté en pointe d'argent à une pomme grenade de gueules tigée et feuillée de sinople (qui est de Grenade); au II parti de gueules à la fasce d'argent (qui est d'Autriche) et d'azur semé de lys d'or à la bordure componée de gueules et d'argent (qui est de Bourgogne), au III écartélé en 1 taillé d'argent de six pièces à la bordure de gueules (qui est de Bourgogne ancien) et d'or au lion de sable armé et lampassé de gueules (qui est de Flandre) au II tranché de sable au lion d'or armé et lampassé de gueules (qui est de Brabant) et d'argent à l'aigle de gueules (qui est de Tyrol), au 3 semé de lys d'or au lambel de gueules (qui est de Naples) et au 4 d'argent à la croix potencée d'or cantonné de quatre croisettes de même (qui est de Jérusalem); - au III, d'or à six tourteaux mis en orle, cinq de gueules, celui en chef d'azur chargé de trois fleurs de lis d'or (qui est de Toscane); sur-le-tout d'azur à trois fleurs de lys d'or posés 2 et 1 à la bordure de gueules (qui est d'Anjou). |
|        | Alice de Bourbon-Parme (1917 † 2017), mariée en 1936 au prince Alphonse de Bourbon-Siciles, « duc de Calabre » (1901 † 1964). 1936-1960, infante d'Espagne : Parti en I, écartelé au 1 de gueules au château d'or couvert et ajouré d'azur (qui est de Castille) au 2 d'argent au lion de gueules armé, lampassé et couronné d'or (qui est de León) au 3 d'or aux quatre pals de gueules (qui est d'Aragon) au 4 de gueules aux chaînes d'or posées en orle, en croix et en sautoir, chargées en cœur d'une émeraude au naturel (qui est de Navarre) accompagné en pointe d'argent à une pomme grenade de gueules tigé et feuillé de sinople (qui est de Grenade) et sur le tout d'azur aux trois fleurs de lys d'or à la bourdure de gueules, qui est d'Anjou et en II, d'azur au trois fleurs de lys d'or à la bordure de gueules chargée de huit coquilles d'argent posées en orle (qui est de Bourbon-Parme)[réf. nécessaire]. 1960-1964, duchesse de Calabre : (Blason officieux) Deux écus accolés : celui de Bourbon-Sicile (Parti de deux, au I, écartelé : 1 et 4, d'or aux six fleurs de lys d'azur posées 3, 2 et 1, (qui est de Farnèse); 2 et 3, parti de gueules à la fasce d'argent (qui est d'Autriche) et bandé d'or et d'argent de six pièces à la bordure de gueules (qui est de Bourgogne ancien); sur-le-tout d'argent aux cinq écussons disposés en croix d'azur chargés de cinq besans d'argent en sautoir à la bordure de gueules chargée de huit châteaux d'or, donjonnés de trois tours, ouverts et ajourés d'azur (qui est de Portugal); au II, coupé de 3, au I parti d'écartélé au 1 et 4 de gueules au château d'or, donjonnés de trois tours, ouverts et ajourés d'azur (qui est de Castille) et au 2 et 3 d'argent au lion de pourpre (qui est de Léon); et contre-parti d'or aux quatre pals de gueules (qui est d'Aragon) et écartelé en sautoir d'or aux quatre pals de gueules et d'argent à l'aigle de sable (qui est de Sicile); enté en pointe d'argent à une pomme grenade de gueules tigée et feuillée de sinople (qui est de Grenade); au II parti de gueules à la fasce d'argent (qui est d'Autriche) et d'azur semé de lys d'or à la bordure componée de gueules et d'argent (qui est de Bourgogne), au III écartélé en 1 taillé d'argent de six pièces à la bordure de gueules (qui est de Bourgogne ancien) et d'or au lion de sable armé et lampassé de gueules (qui est de Flandre) au II tranché de sable au lion d'or armé et lampassé de gueules (qui est de Brabant) et d'argent à l'aigle de gueules (qui est de Tyrol), au 3 semé de lys d'or au lambel de gueules (qui est de Naples) et au 4 d'argent à la croix potencée d'or cantonné de quatre croisettes de même (qui est de Jérusalem); au III, d'or à six tourteaux mis en orle, cinq de gueules, celui en chef d'azur chargé de trois fleurs de lis d'or (qui est de Toscane) ; sur-le-tout d'azur à trois fleurs de lys d'or posés 2 et 1 à la bordure de gueules (qui est d'Anjou)) et celui de Bourbon-Parme (coupé de deux, parti de deux : en 1, d'or à six fleurs de lys d'azur posées 3, 2 et 1 (qui est de Farnèse) ; en 2, parti d’argent, à la croix pattée de gueules cantonnée de quatre aigles de sable au vol abaissé (qui est de Gonzague) et d'azur au lion bandé d'argent et de gueules (qui est de Rossi) ; en 3, parti d'or à six tourteaux mis en orle, cinq de gueules, celui en chef d'azur chargé de trois fleurs de lis d'or (qui est de Toscane) et coupé de gueules sur or, l'or ch. d'un arbre d'argent, les branches et feuilles sur le gueules (qui est de Malastina) ; en 4 d'argent à l'aigle de sable (qui est [d'or] de Savoie ancien) chargé en cœur d'un écusson de gueules à la croix d'argent (qui est de Savoie moderne) ; en 5 en forme de sur-le-tout, écartelé en 1 et 4, de gueules au château d'or ouvert et ajouré d'azur (qui est de Castille) et en 2 et 3 d'argent au lion de gueules armé, lampassé et couronné d'or (qui est de Leon) ; enté en pointe du sur-le-tout d'argent à une pomme grenade de gueules, tigée et feuilleté de sinople (qui est de Grenade) ; sur-le-tout-du-tout d'azur aux trois fleurs de lys d'or à la bordure de gueules chargée de neuf coquilles d'argent posées en orle (qui est de Bourbon-Parme) ; en 6 de gueules à la fasce d'argent (qui est de Corregio) ; en 7 d'argent à quatre points équipolés de gueules au chef d'or à l'aigle de sable (qui est de Pallavicini) ; en 8 de gueules, à la croix d'or cantonnée de quatre B, adossés du mesme (qui est de Paléologue) ; en 9 écartelé: aux 1 et 4, palé d'or et d'azur, à la fasce d'argent brochant sur le palé ; aux 2 et 3, fascé, douché d'or et d'azur (qui est de Landi)[réf. nécessaire]. 1964-2017, duchesse douairière de Calabre : (Blason officieux) parti en I, celui de Bourbon-Sicile (Parti de deux, au I, écartelé : 1 et 4, d'or aux six fleurs de lys d'azur posées 3, 2 et 1, (qui est de Farnèse); 2 et 3, parti de gueules à la fasce d'argent (qui est d'Autriche) et bandé d'or et d'argent de six pièces à la bordure de gueules (qui est de Bourgogne ancien); sur-le-tout d'argent aux cinq écussons disposés en croix d'azur chargés de cinq besans d'argent en sautoir à la bordure de gueules chargée de huit châteaux d'or, donjonnés de trois tours, ouverts et ajourés d'azur (qui est de Portugal); au II, coupé de 3, au I parti d'écartélé au 1 et 4 de gueules au château d'or, donjonnés de trois tours, ouverts et ajourés d'azur (qui est de Castille) et au 2 et 3 d'argent au lion de pourpre (qui est de Léon); et contre-parti d'or aux quatre pals de gueules (qui est d'Aragon) et écartelé en sautoir d'or aux quatre pals de gueules et d'argent à l'aigle de sable (qui est de Sicile); enté en pointe d'argent à une pomme grenade de gueules tigée et feuillée de sinople (qui est de Grenade); au II parti de gueules à la fasce d'argent (qui est d'Autriche) et d'azur semé de lys d'or à la bordure componée de gueules et d'argent (qui est de Bourgogne), au III écartélé en 1 taillé d'argent de six pièces à la bordure de gueules (qui est de Bourgogne ancien) et d'or au lion de sable armé et lampassé de gueules (qui est de Flandre) au II tranché de sable au lion d'or armé et lampassé de gueules (qui est de Brabant) et d'argent à l'aigle de gueules (qui est de Tyrol), au 3 semé de lys d'or au lambel de gueules (qui est de Naples) et au 4 d'argent à la croix potencée d'or cantonné de quatre croisettes de même (qui est de Jérusalem); au III, d'or à six tourteaux mis en orle, cinq de gueules, celui en chef d'azur chargé de trois fleurs de lis d'or (qui est de Toscane) ; sur-le-tout d'azur à trois fleurs de lys d'or posés 2 et 1 à la bordure de gueules (qui est d'Anjou)); et en II, Bourbon-Parme (coupé de deux, parti de deux : en 1, d'or à six fleurs de lys d'azur posées 3, 2 et 1 (qui est de Farnèse) ; en 2, parti d’argent, à la croix pattée de gueules cantonnée de quatre aigles de sable au vol abaissé (qui est de Gonzague) et d'azur au lion bandé d'argent et de gueules (qui est de Rossi) ; en 3, parti d'or à six tourteaux mis en orle, cinq de gueules, celui en chef d'azur chargé de trois fleurs de lis d'or (qui est de Toscane) et coupé de gueules sur or, l'or ch. d'un arbre d'argent, les branches et feuilles sur le gueules (qui est de Malastina) ; en 4 d'argent à l'aigle de sable (qui est [d'or] de Savoie ancien) chargé en cœur d'un écusson de gueules à la croix d'argent (qui est de Savoie moderne) ; en 5 en forme de sur-le-tout, écartelé en 1 et 4, de gueules au château d'or ouvert et ajouré d'azur (qui est de Castille) et en 2 et 3 d'argent au lion de gueules armé, lampassé et couronné d'or (qui est de Leon) ; enté en pointe du sur-le-tout d'argent à une pomme grenade de gueules, tigée et feuilleté de sinople (qui est de Grenade) ; sur-le-tout-du-tout d'azur aux trois fleurs de lys d'or à la bordure de gueules chargée de neuf coquilles d'argent posées en orle (qui est de Bourbon-Parme) ; en 6 de gueules à la fasce d'argent (qui est de Corregio) ; en 7 d'argent à quatre points équipolés de gueules au chef d'or à l'aigle de sable (qui est de Pallavicini) ; en 8 de gueules, à la croix d'or cantonnée de quatre B, adossés du mesme (qui est de Paléologue) ; en 9 écartelé: aux 1 et 4, palé d'or et d'azur, à la fasce d'argent brochant sur le palé ; aux 2 et 3, fascé, douché d'or et d'azur (qui est de Landi)[réf. nécessaire]. |
|        | L'infante Isabelle-Alphonsine (1904 † 1985), fille de Mercedes, princesse des Asturies, mariée en 1929 à Jan Kanty, comte Zamoyski (1900 † 1961). 1929-1961 : until[Quoi ?] 1985 : parti de deux, en I coupé d'or aux six fleurs de lys d'azur posées 3, 2 et 1, (qui est de Farnèse) et d'argent, à cinq écussons d'azur, posés en croix, les deux de flanc mis de côté, chaque écusson chargé de cinq besants du champ, posés en sautoir, à la bordure de gueules, chargée de neuf châteaux d'or, donjonnés de trois tours, ouverts et ajourés d'azur (qui est du Portugal), en II coupé écartelé en 1 et 4, de gueules au château d'or ouvert et ajouré d'azur (qui est de Castille) et en 2 et 3 d'argent au lion de gueules armé, lampassé et couronné d'or (qui est deon) et d'azur semé de fleurs de lys d'or au lambel de gueules (qui est de Naples) et en III d'or à six tourteaux mis en orle, cinq de gueules, celui en chef d'azur chargé de trois fleurs de lis d'or (qui est de Toscane) ; sur le tout d'azur, à trois fleurs de lys d'or, à la bordure de gueules, (qui est d'Anjou). |
|        | Charles de Bourbon-Siciles (1908 † 1936), fils de Charles de Bourbon-Siciles (1870 † 1949) et Louise d’Orléans (1882 † 1954) écartelé au I parti de deux, en 1 coupé d'or aux six fleurs de lys d'azur posées 3, 2 et 1, (qui est de Farnèse) et d'argent, à cinq écussons d'azur, posés en croix, les deux de flanc mis de côté, chaque écusson chargé de cinq besants du champ, posés en sautoir, à la bordure de gueules, chargée de neuf châteaux d'or, donjonnés de trois tours, ouverts et ajourés d'azur (qui est du Portugal), en 2 coupé écartelé en 1 et 4, de gueules au château d'or ouvert et ajouré d'azur (qui est de Castille) et en 2 et 3 d'argent au lion de gueules armé, lampassé et couronné d'or (qui est deon) et d'azur semé de fleurs de lys d'or au lambel de gueules (qui est de Naples) et en 3 d'or à six tourteaux mis en orle, cinq de gueules, celui en chef d'azur chargé de trois fleurs de lis d'or (qui est de Toscane) ; sur le tout d'azur, à trois fleurs de lys d'or, à la bordure de gueules, (qui est d'Anjou). |
|        | 1937-1996 : María de las Dolores de Bourbon-Siciles (1909 † 1996), fils de Charles de Bourbon-Siciles (1870 † 1949) et Louise d’Orléans (1882 † 1954), mariée en 1937 à Augustyn Józef, prince Czartoryski (1900 † 1946) et en 1950 à Carlos Chias Osorio (né en 1925) 1937-1946 : 1950-1996 : parti de deux, en I coupé d'or aux six fleurs de lys d'azur posées 3, 2 et 1, (qui est de Farnèse) et d'argent, à cinq écussons d'azur, posés en croix, les deux de flanc mis de côté, chaque écusson chargé de cinq besants du champ, posés en sautoir, à la bordure de gueules, chargée de neuf châteaux d'or, donjonnés de trois tours, ouverts et ajourés d'azur (qui est du Portugal), en II coupé écartelé en 1 et 4, de gueules au château d'or ouvert et ajouré d'azur (qui est de Castille) et en 2 et 3 d'argent au lion de gueules armé, lampassé et couronné d'or (qui est deon) et d'azur semé de fleurs de lys d'or au lambel de gueules (qui est de Naples) et en III d'or à six tourteaux mis en orle, cinq de gueules, celui en chef d'azur chargé de trois fleurs de lis d'or (qui est de Toscane) ; sur le tout d'azur, à trois fleurs de lys d'or, à la bordure de gueules, (qui est d'Anjou). |
|        | 1941-1977 : María de las Mercedes de Bourbon-Siciles (1910 † 2000), fils de Charles de Bourbon-Siciles (1870 † 1949) et Louise d’Orléans (1882 † 1954), femme de Jean de Bourbon (1913 † 1993), prétendant au trône d'Espagne parti en I, écartelé au 1 de gueules au château d'or couvert et ajouré d'azur, qui est de Castille, au 2 d'argent au lion de gueules armé, lampassé et couronné d'or, qui est de León, au 3 d'or aux quatre pals de gueules, qui est de Aragon, au 4 de gueules aux chaînes d'or posées en orle, en croix et en sautoir, chargées en cœur d'une émeraude au naturel, qui est de Navarre, accompagné en pointe d'argent à une pomme grenade de gueules tigé et feuillé de sinople, qui est de Grenade et sur le tout d'azur aux trois fleurs de lys d'or, qui est de France[Information douteuse] et en II, écartelé au I parti de deux, en 1 coupé d'or aux six fleurs de lys d'azur posées 3, 2 et 1, (qui est de Farnèse) et d'argent, à cinq écussons d'azur, posés en croix, les deux de flanc mis de côté, chaque écusson chargé de cinq besants du champ, posés en sautoir, à la bordure de gueules, chargée de neuf châteaux d'or, donjonnés de trois tours, ouverts et ajourés d'azur (qui est du Portugal), en 2 coupé écartelé en 1 et 4, de gueules au château d'or ouvert et ajouré d'azur (qui est de Castille) et en 2 et 3 d'argent au lion de gueules armé, lampassé et couronné d'or (qui est deon) et d'azur semé de fleurs de lys d'or au lambel de gueules (qui est de Naples) et en 3 d'or à six tourteaux mis en orle, cinq de gueules, celui en chef d'azur chargé de trois fleurs de lis d'or (qui est de Toscane) ; sur le tout d'azur, à trois fleurs de lys d'or, à la bordure de gueules, (qui est d'Anjou); [réf. nécessaire]. 1977-2000 : María de las Mercedes de Bourbon-Siciles, après le renoncement de son époux parti en I, écartelé au 1 de gueules au château d'or couvert et ajouré d'azur, qui est de Castille, au 2 d'argent au lion de pourpre armé, lampassé et couronné d'or, qui est de León, au 3 d'or aux quatre pals de gueules, qui est de Aragon, au 4 de gueules aux chaînes d'or posées en orle, en croix et en sautoir, chargées en cœur d'une émeraude au naturel, qui est de Navarre, accompagné en pointe d'argent à une pomme grenade de gueules tigé et feuillé de sinople, qui est de Grenade et sur le tout d'azur aux trois fleurs de lys d'or à la bordure de gueules, qui est d'Anjou et en II, écartelé au I parti de deux, en 1 coupé d'or aux six fleurs de lys d'azur posées 3, 2 et 1, (qui est de Farnèse) et d'argent, à cinq écussons d'azur, posés en croix, les deux de flanc mis de côté, chaque écusson chargé de cinq besants du champ, posés en sautoir, à la bordure de gueules, chargée de neuf châteaux d'or, donjonnés de trois tours, ouverts et ajourés d'azur (qui est du Portugal), en 2 coupé écartelé en 1 et 4, de gueules au château d'or ouvert et ajouré d'azur (qui est de Castille) et en 2 et 3 d'argent au lion de gueules armé, lampassé et couronné d'or (qui est deon) et d'azur semé de fleurs de lys d'or au lambel de gueules (qui est de Naples) et en 3 d'or à six tourteaux mis en orle, cinq de gueules, celui en chef d'azur chargé de trois fleurs de lis d'or (qui est de Toscane) ; sur le tout d'azur, à trois fleurs de lys d'or, à la bordure de gueules, (qui est d'Anjou); [réf. nécessaire]. |
|        | 1944-2005 : María de la Esperanza de Bourbon-Siciles (1914 † 2005), fils de Charles de Bourbon-Siciles (1870 † 1949) et Louise d’Orléans (1882 † 1954), mariée en 1937 au prince Pierre-Gaston d'Orléans-Bragance (1913 † 2007) |
|        | Ferdinand de Bourbon-Siciles (1926 † 2008), fils de Rénier de Bourbon-Siciles (1883 † 1973) et de la comtesse Karolina Zamoyska (1896 † 1968), « duc de Castro » - Armes avant 1960, prince de Bourbon-Deux Siciles : écartelé au I parti de deux, en 1 coupé d'or aux six fleurs de lys d'azur posées 3, 2 et 1, (qui est de Farnèse) et d'argent, à cinq écussons d'azur, posés en croix, les deux de flanc mis de côté, chaque écusson chargé de cinq besants du champ, posés en sautoir, à la bordure de gueules, chargée de neuf châteaux d'or, donjonnés de trois tours, ouverts et ajourés d'azur (qui est du Portugal), en 2 coupé écartelé en 1 et 4, de gueules au château d'or ouvert et ajouré d'azur (qui est de Castille) et en 2 et 3 d'argent au lion de gueules armé, lampassé et couronné d'or (qui est deon) et d'azur semé de fleurs de lys d'or au lambel de gueules (qui est de Naples) et en 3 d'or à six tourteaux mis en orle, cinq de gueules, celui en chef d'azur chargé de trois fleurs de lis d'or (qui est de Toscane) ; sur le tout d'azur, à trois fleurs de lys d'or, à la bordure de gueules, (qui est d'Anjou). - 1960-1973, prince héréditaire : Parti de trois : - au I, écartelé : 1 et 4, d'or aux six fleurs de lys d'azur posées 1, 2, 2 et 1, (qui est de Farnèse); 2 et 3, parti de gueules à la fasce d'argent (qui est d'Autriche) et bandé d'or et d'argent de six pièces à la bordure de gueules (qui est de Bourgogne ancien); sur-le-tout d'argent aux cinq écussons disposés en croix d'azur chargés de cinq besans d'argent en sautoir à la bordure de gueules chargée de huit châteaux d'or, donjonnés de trois tours, ouverts et ajourés d'azur (qui est de Portugal); - au II, coupé de 3, au I parti d'écartélé au 1 et 4 de gueules au château d'or, donjonnés de trois tours, ouverts et ajourés d'azur (qui est de Castille) et au 2 et 3 d'argent au lion de gueules (qui est de Léon); et contre-parti d'or aux quatre pals de gueules (qui est d'Aragon) et écartelé en sautoir d'or aux quatre pals de gueules et d'argent à l'aigle de sable (qui est de Sicile); enté en pointe d'argent à une pomme grenade de gueules tigée et feuillée de sinople (qui est de Grenade); au II parti de gueules à la fasce d'argent (qui est d'Autriche) et d'azur semé de lys d'or à la bordure componée de gueules et d'argent (qui est de Bourgogne), au III écartélé en 1 taillé d'argent de six pièces à la bordure de gueules (qui est de Bourgogne ancien) et d'or au lion de sable armé et lampassé de gueules (qui est de Flandre) au II tranché de sable au lion d'or armé et lampassé de gueules (qui est de Brabant) et d'argent à l'aigle de gueules (qui est de Tyrol), au 3 d'azur, neuf fleurs de lys d'or posées 3, 3 et 3 au lambel à cinq pendants de gueules (qui est de Naples) et au 4 d'argent à la croix potencée d'or cantonné de quatre croisettes de même (qui est de Jérusalem); - au III, d'or à six tourteaux mis en orle, cinq de gueules, celui en chef d'azur chargé de trois fleurs de lis d'or (qui est de Toscane); sur-le-tout d'azur aux trois fleurs de lys d'or posés 2 et 1 à la bordure de gueules (qui est d'Anjou).. - 1973-2008 « duc de Castro », prétendant au trône des Deux-Siciles (branche cadette) : Parti de trois : - au I, écartelé : 1 et 4, d'or aux six fleurs de lys d'azur posées 1, 2, 2 et 1, (qui est de Farnèse); 2 et 3, parti de gueules à la fasce d'argent (qui est d'Autriche) et bandé d'or et d'argent de six pièces à la bordure de gueules (qui est de Bourgogne ancien); sur-le-tout d'argent aux cinq écussons disposés en croix d'azur chargés de cinq besans d'argent en sautoir à la bordure de gueules chargée de huit châteaux d'or, donjonnés de trois tours, ouverts et ajourés d'azur (qui est de Portugal); - au II, coupé de 3, au I parti d'écartélé au 1 et 4 de gueules au château d'or, donjonnés de trois tours, ouverts et ajourés d'azur (qui est de Castille) et au 2 et 3 d'argent au lion de gueules (qui est de Léon); et contre-parti d'or aux quatre pals de gueules (qui est d'Aragon) et écartelé en sautoir d'or aux quatre pals de gueules et d'argent à l'aigle de sable (qui est de Sicile); enté en pointe d'argent à une pomme grenade de gueules tigée et feuillée de sinople (qui est de Grenade); au II parti de gueules à la fasce d'argent (qui est d'Autriche) et d'azur semé de lys d'or à la bordure componée de gueules et d'argent (qui est de Bourgogne), au III écartélé en 1 taillé d'argent de six pièces à la bordure de gueules (qui est de Bourgogne ancien) et d'or au lion de sable armé et lampassé de gueules (qui est de Flandre) au II tranché de sable au lion d'or armé et lampassé de gueules (qui est de Brabant) et d'argent à l'aigle de gueules (qui est de Tyrol), au 3 d'azur, neuf fleurs de lys d'or posées 3, 3 et 3 au lambel à cinq pendants de gueules (qui est de Naples) et au 4 d'argent à la croix potencée d'or cantonné de quatre croisettes de même (qui est de Jérusalem); - au III, d'or à six tourteaux mis en orle, cinq de gueules, celui en chef d'azur chargé de trois fleurs de lis d'or (qui est de Toscane); sur-le-tout d'azur aux trois fleurs de lys d'or posés 2 et 1 à la bordure de gueules (qui est d'Anjou).[réf. nécessaire]. |
|        | L'infant Charles de Bourbon-Siciles (1938 † 2015), fils de Alphonse de Bourbon-Siciles (1901 † 1964) et Alice de Bourbon-Parme (1917-), « duc de Calabre » et infant d'Espagne (1994-2015) - 1960-1964 « duc de Noto » : Parti de trois : - au I, écartelé : 1 et 4, d'or aux six fleurs de lys d'azur posées 1, 2, 2 et 1, (qui est de Farnèse); 2 et 3, parti de gueules à la fasce d'argent (qui est d'Autriche) et bandé d'or et d'argent de six pièces à la bordure de gueules (qui est de Bourgogne ancien); sur-le-tout d'argent aux cinq écussons disposés en croix d'azur chargés de cinq besans d'argent en sautoir à la bordure de gueules chargée de huit châteaux d'or, donjonnés de trois tours, ouverts et ajourés d'azur (qui est de Portugal); - au II, coupé de 3, au I parti d'écartélé au 1 et 4 de gueules au château d'or, donjonnés de trois tours, ouverts et ajourés d'azur (qui est de Castille) et au 2 et 3 d'argent au lion de gueules (qui est de Léon); et contre-parti d'or aux quatre pals de gueules (qui est d'Aragon) et écartelé en sautoir d'or aux quatre pals de gueules et d'argent à l'aigle de sable (qui est de Sicile); enté en pointe d'argent à une pomme grenade de gueules tigée et feuillée de sinople (qui est de Grenade); au II parti de gueules à la fasce d'argent (qui est d'Autriche) et d'azur semé de lys d'or à la bordure componée de gueules et d'argent (qui est de Bourgogne), au III écartélé en 1 taillé d'argent de six pièces à la bordure de gueules (qui est de Bourgogne ancien) et d'or au lion de sable armé et lampassé de gueules (qui est de Flandre) au II tranché de sable au lion d'or armé et lampassé de gueules (qui est de Brabant) et d'argent à l'aigle de gueules (qui est de Tyrol), au 3 d'azur, neuf fleurs de lys d'or posées 3, 3 et 3 au lambel à cinq pendants de gueules (qui est de Naples) et au 4 d'argent à la croix potencée d'or cantonné de quatre croisettes de même (qui est de Jérusalem); - au III, d'or à six tourteaux mis en orle, cinq de gueules, celui en chef d'azur chargé de trois fleurs de lis d'or (qui est de Toscane); sur-le-tout d'azur aux trois fleurs de lys d'or posés 2 et 1 à la bordure de gueules (qui est d'Anjou).. - 1964-2015 « duc de Calabre », prétendant au trône des Deux-Siciles (branche aînée), infant d'Espagne (1994-2015): Parti de trois : - au I, écartelé : 1 et 4, d'or aux six fleurs de lys d'azur posées 1, 2, 2 et 1, (qui est de Farnèse); 2 et 3, parti de gueules à la fasce d'argent (qui est d'Autriche) et bandé d'or et d'argent de six pièces à la bordure de gueules (qui est de Bourgogne ancien); sur-le-tout d'argent aux cinq écussons disposés en croix d'azur chargés de cinq besans d'argent en sautoir à la bordure de gueules chargée de huit châteaux d'or, donjonnés de trois tours, ouverts et ajourés d'azur (qui est de Portugal); - au II, coupé de 3, au I parti d'écartélé au 1 et 4 de gueules au château d'or, donjonnés de trois tours, ouverts et ajourés d'azur (qui est de Castille) et au 2 et 3 d'argent au lion de gueules (qui est de Léon); et contre-parti d'or aux quatre pals de gueules (qui est d'Aragon) et écartelé en sautoir d'or aux quatre pals de gueules et d'argent à l'aigle de sable (qui est de Sicile); enté en pointe d'argent à une pomme grenade de gueules tigée et feuillée de sinople (qui est de Grenade); au II parti de gueules à la fasce d'argent (qui est d'Autriche) et d'azur semé de lys d'or à la bordure componée de gueules et d'argent (qui est de Bourgogne), au III écartélé en 1 taillé d'argent de six pièces à la bordure de gueules (qui est de Bourgogne ancien) et d'or au lion de sable armé et lampassé de gueules (qui est de Flandre) au II tranché de sable au lion d'or armé et lampassé de gueules (qui est de Brabant) et d'argent à l'aigle de gueules (qui est de Tyrol), au 3 d'azur, neuf fleurs de lys d'or posées 3, 3 et 3 au lambel à cinq pendants de gueules (qui est de Naples) et au 4 d'argent à la croix potencée d'or cantonné de quatre croisettes de même (qui est de Jérusalem); - au III, d'or à six tourteaux mis en orle, cinq de gueules, celui en chef d'azur chargé de trois fleurs de lis d'or (qui est de Toscane); sur-le-tout d'azur aux trois fleurs de lys d'or posés 2 et 1 à la bordure de gueules (qui est d'Anjou).[réf. nécessaire]. |
|        | Princes de Bourbon-Deux Siciles 1840-1900 : celui écartelé au I, en 1 parti coupé d'azur semé de fleurs de lys d'or au lambel de gueules et d'or aux six fleurs de lys d'azur posées 1, 2, 2 et 1 ; en 2 parti coupé de gueules au château d'or ouvert et ajouré d'azur et d'argent au lion de gueules armé, lampassé et couronné d'or, enté en pointe du sur-le-tout d'argent à une pomme grenade de gueules, tigée et feuilleté de sinople et d'argent à la croix potencée d'or cantonné de quatre croisettes de même ; en 3 parti coupé de écartelé en sautoir d'or aux quatre pals de gueules et d'argent à l'aigle de sable et d'or à six tourteaux mis en orle, cinq de gueules, celui en chef d'azur chargé de trois fleurs de lis d'or ; sur le tout d'azur, à trois fleurs de lys d'or, à la bordure de gueules. Avant 1900 : parti de deux, en I coupé d'or aux six fleurs de lys d'azur posées 3, 2 et 1, et d'argent, à cinq écussons d'azur, posés en croix, les deux de flanc mis de côté, chaque écusson chargé de cinq besants du champ, posés en sautoir, à la bordure de gueules, chargée de neuf châteaux d'or, donjonnés de trois tours, ouverts et ajourés d'azur, en II coupé écartelé en 1 et 4, de gueules au château d'or ouvert et ajouré d'azur et en 2 et 3 d'argent au lion de gueules armé, lampassé et couronné d'or et d'azur semé de fleurs de lys d'or au lambel de gueules et en III d'or à six tourteaux mis en orle, cinq de gueules, celui en chef d'azur chargé de trois fleurs de lis d'or ; sur le tout d'azur, à trois fleurs de lys d'or, à la bordure de gueules[réf. nécessaire]. |

## Maison de Bourbon-Parme
| Figure | Nom et blasonnement |
| ------ | --- |
|        | L'infant Charles (1713 † 1759), fils de Philippe V, duc de Parme et Plaisance (1731 - 1735). - 1759 - 1788 roi d'Espagne (Charles III). |

| Figure | Nom du prince et blasonnement |
| ------ | --- |
|        | petites armes des ducs de Parme de 1748 à nos jours d'azur au trois fleurs de lys d'or à la bordure de gueules chargée de huit coquilles d'argent posées en orle . |
|        | ducs de Parme de 1748 à 1802 parti en 1, d'or à six fleurs de lys d'azur posées 3, 2 et 1 et en 2, d’argent, à la croix pattée de gueules cantonnée de quatre aigles de sable au vol abaissé ; sur-le-tout, écartelé en 1 et 4, de gueules au château d'or ouvert et ajouré d'azur et en 2 et 3 d'argent au lion de gueules armé, lampassé et couronné d'or, enté en pointe du sur-le-tout d'argent à une pomme grenade de gueules, tigée et feuilleté de sinople ; sur-le-tout-du-tout d'azur à trois fleurs de lys d'or à la bordure de gueules chargée de huit coquilles d'argent. |
|        | ducs de Parme de 1847 à 1860 coupé de deux, parti de deux : - en 1, d'or à six fleurs de lys d'azur posées 3, 2 et 1 (qui est de Farnèse), - en 2, parti d’argent, à la croix pattée de gueules cantonnée de quatre aigles de sable au vol abaissé (qui est de Gonzague) et d'azur au lion bandé d'argent et de gueules (qui est de Rossi) - en 3, parti d'or à six tourteaux mis en orle, cinq de gueules, celui en chef d'azur chargé de trois fleurs de lis d'or (qui est de Toscane) et coupé de gueules sur or, l'or chargé d'un arbre d'argent, les branches et feuilles sur le gueules (qui est de Malastina) - en 4 d'argent à l'aigle de sable (qui est [d'or] de Savoie ancien) chargé en cœur d'un écusson de gueules à la croix d'argent (qui est de Savoie moderne) - en 5 en forme de sur-le-tout, écartelé en 1 et 4, de gueules au château d'or ouvert et ajouré d'azur (qui est de Castille) et en 2 et 3 d'argent au lion de gueules armé, lampassé et couronné d'or (qui est de Leon), enté en pointe du sur-le-tout d'argent à une pomme grenade de gueules, tigée et feuilleté de sinople (qui est de Grenade) ; sur-le-tout-du-tout d'azur à trois fleurs de lys d'or à la bordure de gueules chargée de huit coquilles d'argent (qui est de Bourbon-Parme) - en 6 de gueules à la fasce d'argent (qui est de Corregio) - en 7 d'argent à quatre points équipolés de gueules au chef d'or à l'aigle de sable (qui est de Pallavicini) - en 8 de gueules, à la croix d'or cantonnée de quatre B, adossés du mesme (qui est de Paléologue) - en 9 écartelé: aux 1 et 4, palé d'or et d'azur, à la fasce d'argent brochant sur le palé; aux 2 et 3, fascé, douché d'or et d'azur (qui est de Landi). |
|        | rois d'Etrurie de 1802 à 1807 Ecartelé : en 1, d'or à six fleurs de lys d'azur posées 3, 2 et 1 (qui est de Farnèse); en 2, d’argent, à la croix pattée de gueules cantonnée de quatre aigles de sable au vol abaissé (qui est de Mantoue); en 3, d'or à la bande de gueules chargé de trois alérions d'argent (qui est Lorraine); en 4, de gueules à la fasce d'argent (qui est d'Autriche); sur-le-tout, écartelé en 1 et 4, de gueules au château d'or ouvert et ajouré d'azur (qui est de Castille) et en 2 et 3 d'argent au lion de gueules armé, lampassé et couronné d'or (qui est de Leon); sur-le-tout-du-tout, parti d'azur à trois fleurs de lys d'or (qui est de France)[Information douteuse] et d'or à six tourteaux mis en orle, cinq de gueules, celui en chef d'azur chargé de trois fleurs de lis d'or (qui est de Toscane). |
|        | ducs de Lucques de 1815 à 1847 Ecartelé : en 1 et 4, coupé : au 1 d'argent, au 2 de gueules (qui est de Lucques); en 2 et 3, d'écartelé en 1 et 4, de gueules au château d'or ouvert et ajouré d'azur (qui est de Castille) et en 2 et 3 d'argent au lion de gueules armé, lampassé et couronné d'or (qui est de Leon); sur-le-tout, d'azur au trois fleurs de lys d'or à la bordure de gueules chargée de huit coquilles d'argent posées en orle (qui est de Bourbon-Parme). |
|        | 1788-1808/1819: Marie-Louise de Bourbon-Parme (1751 † 1819), femme de Charles IV Deux écus accolés : celui des Coupé de deux : en I, parti de trois : en 1, d'or à quatre pals de gueules, en 2, écartelé en sautoir d'or aux quatre pals de gueules et d'argent à l'aigle de sable, en 3, de gueules à la fasce d'argent et en 4, d'azur semé de fleurs de lys d'or à la bordure componée d'argent et de gueules ; en II, parti d'or à six fleurs de lys d'azur posées 3, 2 et 1 (ou 1,2,2,1) et d'or à six tourteaux mis en orle, cinq de gueules, celui en chef d'azur chargé de trois fleurs de lis d'or ; en III, parti bandé d'or et d'azur de six pièces, à la bordure de gueules et de sable, au lion d'or, armé et lampassé de gueules ; enté en pointe parti d'or, au lion de sable, armé et lampassé de gueules et d'argent à l'aigle éployé de gueules, membré et becqué d'or ; sur-le-tout, écartelé en 1 et 4, de gueules au château d'or ouvert et ajouré d'azur et en 2 et 3 d'argent au lion de gueules armé, lampassé et couronné d'or, enté en pointe du sur-le-tout d'argent à une pomme grenade de gueules, tigée et feuilleté de sinople ; sur-le-tout-du-tout d'azur au trois fleurs de lys d'or à la bordure de gueules et celui de Bourbon-Parma, parti en 1, d'or à six fleurs de lys d'azur posées 3, 2 et 1 et en 2, d’argent, à la croix pattée de gueules cantonnée de quatre aigles de sable au vol abaissé ; sur-le-tout, écartelé en 1 et 4, de gueules au château d'or ouvert et ajouré d'azur et en 2 et 3 d'argent au lion de gueules armé, lampassé et couronné d'or, enté en pointe du sur-le-tout d'argent à une pomme grenade de gueules, tigée et feuilleté de sinople ; sur-le-tout-du-tout d'azur à trois fleurs de lys d'or à la bordure de gueules chargée de huit coquilles d'argent. |

## Maison d'Orléans-Galliera
| Figure | Nom et blasonnement |
| ------ | --- |
|        | L'infant Antoine d'Orléans (1824 † 1890), duc de Montpensier, fils du roi Louis-Philippe Ier des Français (1773 † 1850), mariée en 1846 à l'infante Louise Fernande (1832 † 1897). D'azur aux trois fleurs de lis d'or au lambel d'argent. |
|        | L'infante Louise Fernande (1832 † 1897), duchesse de Montpensier, fille de Ferdinand VII, roi d'Espagne, mariée en 1846 au précédent. Deux écus accolés : celui d'azur aux trois fleurs de lys d'or au lambel d'argent et celui écartelé en 1 et 4, de gueules au château d'or ouvert et ajouré d'azur et en 2 et 3 d'argent au lion de gueules armé, lampassé et couronné d'or, enté en pointe du sur-le-tout d'argent à une pomme grenade de gueules, tigée et feuilleté de sinople ; sur-le-tout-du-tout d'azur à trois fleurs de lys d'or à la bordure de gueule. |
|        | 1878 : Mercedes d'Orléans (1860 † 1878), femme d'Alphonse XII, fille d'Antoine d'Orléans (1824 † 1890), duc de Montpensier. parti en I, écartelé en 1 et 4, de gueules au château d'or ouvert et ajouré d'azur, qui est de Castille, et en 2 et 3 d'argent au lion de gueules armé, lampassé et couronné d'or, qui est de León, enté en pointe du sur-le-tout d'argent à une pomme grenade de gueules, tigée et feuilleté de sinople, qui est de Grenade et sur le tout d'azur aux trois fleurs de lys d'or à la bourdure de gueules, qui est d'Anjou et en II, d'azur aux trois fleurs de lys d'or au lambel d'argent, qui est d'Orléans. |
|        | L'Infant Antoine d'Orléans (1866 † 1930), duc de Galliera, fils d'Antoine d'Orléans (1824 † 1890), duc de Montpensier, mariée en 1886 à l'infante Eulalie (1864 † 1958). écartelé en 1 d'azur aux trois fleurs de lis d'or au lambel d'argent (d'Orléans), en 2 d'azur aux trois fleurs de lys d'or à la bourdure de gueules (d'Anjou) et en 3 et 4 parti en 1 d'azur aux trois fleurs de lys d'or à la bourdure de gueules et 2 écartelé en sautoir d'or aux quatre pals de gueules et d'argent à l'aigle de sable (de Bourbon-Deux Siciles). |
|        | L'Infante Eulalie (1864 † 1958), duchesse de Galliera, fille d'Isabelle II, reine d'Espagne, mariée en 1886 au précédent. parti en I, écartelé en 1 d'azur aux trois fleurs de lis d'or au lambel d'argent (d'Orléans), en 2 d'azur aux trois fleurs de lys d'or à la bourdure de gueules (d'Anjou) et en 3 et 4 parti en 1 d'azur aux trois fleurs de lys d'or à la bourdure de gueules et 2 écartelé en sautoir d'or aux quatre pals de gueules et d'argent à l'aigle de sable (de Bourbon-Deux Siciles) ; en II écartelé en 1 et 4, de gueules au château d'or ouvert et ajouré d'azur et en 2 et 3 d'argent au lion de gueules armé, lampassé et couronné d'or, enté en pointe du sur-le-tout d'argent à une pomme grenade de gueules, tigée et feuilleté de sinople sur-le-tout d'azur à trois fleurs de lys d'or à la bordure de gueules, après 1883, d'azur à trois fleurs de lys d'or[Information douteuse]. |
|        | L'infant Alphonse d'Orléans (1886 † 1975), duc de Galliera, fils d'Antoine d'Orléans (1866 † 1930), duc de Galliera, mariée en 1909 à la princesse Béatrice de Saxe-Cobourg-Gotha (1884 † 1966). Parti d'azur aux trois fleurs de lis d'or au lambel d'argent et d'azur aux trois fleurs de lys d'or à la bourdure de gueules. |
|        | L'infante Béatrice de Saxe-Cobourg-Gotha (1884 † 1966), princesse du Royaume-Uni et duchesse de Galliera, mariée en 1909 à le précédent. Parti : au I parti d'azur aux trois fleurs de lis d'or au lambel d'argent et d'azur aux trois fleurs de lys d'or à la bourdure de gueules ; au II burelé de dix pièces de sable et d'or au crancelin de sinople, brochant en bande (de Saxe), sur-le-tout écartelé, I et IV de gueules aux trois léopards d'or, armés et lampassés d'azur (d'Angleterre), au II d'or, au lion de gueules, armé et lampassé d'azur, dans un double trescheur fleuronné et contre-fleuronné du second (d'Écosse) ; au III d'azur, à la harpe d'or, cordée d'argent (d'Irlande), l'écusson, brisé d'un lambel à cinq pendants d'argent brochant, celui en cœur chargé d'une croix de gueules (dite de Saint Georges), les autres chargés d'une ancre d'azur. |
|        | Louis-Ferdinand d'Orléans (1888 † 1945), infant d'Espagne (1888-1924), fils d'Antoine d'Orléans (1866 † 1930), duc de Galliera. Parti d'azur aux trois fleurs de lis d'or au lambel d'argent et d'azur aux trois fleurs de lys d'or à la bourdure de gueules. |
|        | Alvar d'Orléans (1910 † 1997), duc de Galliera, fils d'Alphonse d'Orléans (1886 † 1975), duc de Galliera, marié en 1937 à Carla Parodi di Delfino (1909 † 2000). écartelé en 1 d'azur aux trois fleurs de lis d'or au lambel d'argent (d'Orléans) ; en 2 burelé de dix pièces de sable et d'or au crancelin de sinople, brochant en bande (de Saxe), sur-le-tout écartelé, I et IV de gueules aux trois léopards d'or, armés et lampassés d'azur (d'Angleterre), au II d'or, au lion de gueules, armé et lampassé d'azur, dans un double trescheur fleuronné et contre-fleuronné du second (d'Écosse), au III d'azur, à la harpe d'or, cordée d'argent (d'Irlande), l'écusson, brisé d'un lambel d'argent à trois pendants, celui en cœur chargé d'une croix de gueules, les deux autres chargés d'une ancre d'azur ; en 3 d'azur aux trois fleurs de lys d'or à la bourdure de gueules (d'Anjou) et 4 d'or à l'aigle bicéphale de sable, becquée et membrée d'or, languée de gueules, chaque tête surmontée d'une couronne fermée du champ, l'aigle surmontée à son tour d'une troisième couronne fermée du champ et tenant un sceptre du champ dans la patte dextre et un orbe d'azur cerclé d'or dans la patte sénestre ; l'aigle chargée en cœur d'un écusson de gueules représentant Saint Georges terrassant la Dragon, sur son destrier d'argent (de la Moscovie), entouré du collier de l'ordre du Saint-Apôtre André le premier appelé, et sur les ailes de ceux des tsarats de Kazan, d'Astrakhan, de Pologne, de Sibérie et de Tauride, du royaume de Géorgie, des grands-duchés de Kiev, Vladimir et Novgorod et de celui de Finlande. |

## Maison de Wittelsbach-Bourbon
| Figure | Nom et blasonnement |
| ------ | --- |
|        | L'infante Amélie-Philippine (1834 † 1905), princesse Adalbert de Bavière, fille de l'infant François de Paule (1794 † 1865), mariée en 1856 au prince Adalbert de Bavière (1828 † 1875). Deux écus accolés : celui écartelé au 1 de sable, au lion d'or, armé et lampassé et couronné de gueules, au 2 Emanché de gueules et d'argent de trois pièces au 3 bandé d'argent et de gueules au pal d'or brochant sur le tout, au 4 d'argent au lion d'azur armé lampassé et couronné d'or et sur le tout fuselé en bande d'azur et d'argent et celui écartelé en 1 et 4, de gueules au château d'or ouvert et ajouré d'azur et en 2 et 3 d'argent au lion de gueules armé, lampassé et couronné d'or, enté en pointe du sur-le-tout d'argent à une pomme grenade de gueules, tigée et feuilleté de sinople ; sur-le-tout d'azur à trois fleurs de lys d'or à la bordure de gueules. |
|        | Le prince Adalbert de Bavière (1828 † 1875), fils du roi Louis Ier de Bavière (1786 † 1868), mariée en 1856 a la précédente. écartelé au 1 de sable, au lion d'or, armé et lampassé et couronné de gueules (qui est du comté palatin du Rhin), au 2 Emanché de gueules et d'argent de trois pièces (qui est de Franconie) au 3 bandé d'argent et de gueules au pal d'or brochant sur le tout (qui est de Burgovie), au 4 d'argent au lion d'azur armé lampassé et couronné d'or (qui est de Veldenz) et sur le tout fuselé en bande d'azur et d'argent (qui est de Bavière). |
|        | L'infant Louis-Ferdinand de Bavière (1859 † 1949), fils de l'Infante Amélie-Philippine (1834 † 1905), mariée en 1883 à l'infante Marie de la Paix d'Espagne (1862 † 1946). écartelé au 1 de sable, au lion d'or, armé et lampassé et couronné de gueules (qui est du comté palatin du Rhin), au 2 Emanché de gueules et d'argent de trois pièces (qui est de Franconie) au 3 bandé d'argent et de gueules au pal d'or brochant sur le tout (qui est de Burgovie), au 4 d'argent au lion d'azur armé lampassé et couronné d'or (qui est de Veldenz) et sur le tout fuselé en bande d'azur et d'argent (qui est de Bavière). |
|        | L'infante Marie de la Paix (1862 † 1946), princesse de Bavière, fille d'Isabelle II, reine d'Espagne, mariée en 1883 au précédent. parti en I, écartelé au 1 de sable, au lion d'or, armé et lampassé et couronné de gueules (qui est du comté palatin du Rhin), au 2 Emanché de gueules et d'argent de trois pièces (qui est de Franconie) au 3 bandé d'argent et de gueules au pal d'or brochant sur le tout (qui est de Burgovie), au 4 d'argent au lion d'azur armé lampassé et couronné d'or (qui est de Veldenz) et sur le tout fuselé en bande d'azur et d'argent (qui est de Bavière) ; en II écartelé en 1 et 4, de gueules au château d'or ouvert et ajouré d'azur et en 2 et 3 d'argent au lion de gueules armé, lampassé et couronné d'or, enté en pointe du sur-le-tout d'argent à une pomme grenade de gueules, tigée et feuilleté de sinople sur-le-tout d'azur à trois fleurs de lys d'or à la bordure de gueules, après 1883, d'azur à trois fleurs de lys d'or[Information douteuse]. en tant que princesse de Bavière : Deux écus accolés : celui écartelé au 1 de sable, au lion d'or, armé et lampassé et couronné de gueules, au 2 Emanché de gueules et d'argent de trois pièces au 3 bandé d'argent et de gueules au pal d'or brochant sur le tout, au 4 d'argent au lion d'azur armé lampassé et couronné d'or et sur le tout fuselé en bande d'azur et d'argent et celui écartelé en 1 et 4, de gueules au château d'or ouvert et ajouré d'azur et en 2 et 3 d'argent au lion de gueules armé, lampassé et couronné d'or, enté en pointe du sur-le-tout d'argent à une pomme grenade de gueules, tigée et feuilleté de sinople ; sur-le-tout d'azur à trois fleurs de lys d'or. |
|        | L'infant Ferdinand-Marie de Bavière (1884 † 1958), fils de l'Infante Marie de la Paix (1862 † 1946), mariée en 1906 à l'infante Marie-Thérèse (1882 † 1912) et en 1914 à Marie-Louise de Silva de Fernandez de Henestrosa (1870 † 1955). écartelé au 1 de sable, au lion d'or, armé et lampassé et couronné de gueules (qui est du comté palatin du Rhin), au 2 Emanché de gueules et d'argent de trois pièces (qui est de Franconie) au 3 bandé d'argent et de gueules au pal d'or brochant sur le tout (qui est de Burgovie), au 4 d'argent au lion d'azur armé lampassé et couronné d'or (qui est de Veldenz) et sur le tout fuselé en bande d'azur et d'argent (qui est de Bavière), au chef de gueules à une croix d'argent. |
|        | L'infante Marie-Thérèse (1862 † 1912), princesse de Bavière, fille d'Alphonse XII, roi d'Espagne, mariée en 1906 au précédent. parti en I, écartelé au 1 de sable, au lion d'or, armé et lampassé et couronné de gueules (qui est du comté palatin du Rhin), au 2 Emanché de gueules et d'argent de trois pièces (qui est de Franconie) au 3 bandé d'argent et de gueules au pal d'or brochant sur le tout (qui est de Burgovie), au 4 d'argent au lion d'azur armé lampassé et couronné d'or (qui est de Veldenz) et sur le tout fuselé en bande d'azur et d'argent (qui est de Bavière), au chef de gueules à une croix d'argent ; en II écartelé en 1 et 4, de gueules au château d'or ouvert et ajouré d'azur et en 2 et 3 d'argent au lion de gueules armé, lampassé et couronné d'or, enté en pointe du sur-le-tout d'argent à une pomme grenade de gueules, tigée et feuilleté de sinople sur-le-tout d'azur à trois fleurs de lys d'or[Information douteuse]. |
|        | L'infante Marie-Louise de Silva de Fernandez de Henestrosa (1870 † 1955), duchesse de Talavera de la Reina, mariée en 1914 à l'infant Ferdinand-Marie de Bavière (1884 † 1958). parti en I, écartelé au 1 de sable, au lion d'or, armé et lampassé et couronné de gueules (qui est du comté palatin du Rhin), au 2 Emanché de gueules et d'argent de trois pièces (qui est de Franconie) au 3 bandé d'argent et de gueules au pal d'or brochant sur le tout (qui est de Burgovie), au 4 d'argent au lion d'azur armé lampassé et couronné d'or (qui est de Veldenz) et sur le tout fuselé en bande d'azur et d'argent (qui est de Bavière), au chef de gueules à une croix d'argent ; en II d'argent au lion de gueules armé et lampassé d'azur et couronné d'or . |
|        | L'infant Louis-Alphonse (1906 † 1983), fils de l'infante Marie-Thérèse (1862 † 1912) et de l'infant Ferdinand-Marie de Bavière (1884 † 1958). écartelé en I contre-écartelé au 1 de sable, au lion d'or, armé et lampassé et couronné de gueules (qui est du comté palatin du Rhin), au 2 Emanché de gueules et d'argent de trois pièces (qui est de Franconie) au 3 bandé d'argent et de gueules au pal d'or brochant sur le tout (qui est de Burgovie), au 4 d'argent au lion d'azur armé lampassé et couronné d'or (qui est de Veldenz) et sur le tout fuselé en bande d'azur et d'argent (qui est de Bavière) ; en II et III d'azur aux trois fleurs de lys d'or à la bourdure de gueules, qui est d'Anjou et en IV tiercé de pal d'or, au lion de gueules, armé et lampassé d'azur, qui est de Habsbourg, de gueules, à la fasce d'argent, qui est d'Autriche et d'or, à la bande de gueules, chargée de trois alérions d'agent, qui est de Lorraine ; sur-le-tout, écartelé au 1 de gueules au château d'or couvert et ajouré d'azur, au 2 d'argent au lion de pourpre armé, lampassé et couronné d'or, au 3 d'or aux quatre pals de gueules, au 4 de gueules aux chaînes d'or posées en orle, en croix et en sautoir, chargées en cœur d'une émeraude au naturel, accompagné en pointe d'argent à une pomme grenade de gueules tigé et feuillé de sinople, qui est de Espagne ; au chef de gueules à une croix d'argent. |
|        | L'infant Joseph-Eugène (1909 † 1966), fils de l'infante Marie-Thérèse (1862 † 1912) et de l'infant Ferdinand-Marie de Bavière (1884 † 1958), mariée en 1906 à Maria de la Asunción de Messía y de Lesseps, comtesse d'Odiel (1911 † 2005). écartelé en I contre-écartelé au 1 de sable, au lion d'or, armé et lampassé et couronné de gueules (qui est du comté palatin du Rhin), au 2 Emanché de gueules et d'argent de trois pièces (qui est de Franconie) au 3 bandé d'argent et de gueules au pal d'or brochant sur le tout (qui est de Burgovie), au 4 d'argent au lion d'azur armé lampassé et couronné d'or (qui est de Veldenz) et sur le tout fuselé en bande d'azur et d'argent (qui est de Bavière) ; en II et III d'azur aux trois fleurs de lys d'or à la bourdure de gueules, qui est d'Anjou et en IV tiercé de pal d'or, au lion de gueules, armé et lampassé d'azur, qui est de Habsbourg, de gueules, à la fasce d'argent, qui est d'Autriche et d'or, à la bande de gueules, chargée de trois alérions d'agent, qui est de Lorraine ; au chef de gueules à une croix d'argent. |
|        | L'infante Marie de la Grâce (1911 † 1953), fille de l'Infante Marie-Thérèse (1862 † 1912) et de l'infant Ferdinand-Marie de Bavière (1884 † 1958), mariée en 1946 au prince Irakli Bagration-Moukhranski (1909 † 1977). parti en I, écartelé au 1 de gueules à l'orbe d'or, au 2 d'azur à la harpe d'or, cordée d'argent, au 3 d'azur à fronde avec une pierre d'or et des lanières d'argent au 4 de gueules au une épée d'argent, garnie d'or et un sceptre du même passées en sautoir ; en II écartelé en I contre-écartelé au 1 de sable, au lion d'or, armé et lampassé et couronné de gueules, au 2 Emanché de gueules et d'argent de trois pièces au 3 bandé d'argent et de gueules au pal d'or brochant sur le tout, au 4 d'argent au lion d'azur armé lampassé et couronné d'or et sur le tout fuselé en bande d'azur et d'argent ; en II et III d'azur aux trois fleurs de lys d'or à la bourdure de gueules et en IV tiercé de pal d'or, au lion de gueules, armé et lampassé d'azur, de gueules, à la fasce d'argent et d'or, à la bande de gueules, chargée de trois alérions d'agent. |

## Maison de Bourbon-Seville
| Figure | Nom et blasonnement |
| ------ | --- |
|        | Henri (1823 † 1870), infant de l'Espagne (1823-1848), premier duc de Séville, fils de l'infant François de Paule (1794 † 1865). - 1823-1848 : coupé de deux : en I, parti de trois : en 1, d'or à quatre pals de gueules, en 2, écartelé en sautoir d'or aux quatre pals de gueules et d'argent à l'aigle de sable, en 3, de gueules à la fasce d'argent et en 4, d'azur semé de fleurs de lys d'or à la bordure componée d'argent et de gueules ; en II, parti d'or à six fleurs de lys d'azur posées 3, 2 et 1 et d'or à six tourteaux mis en orle, cinq de gueules, celui en chef d'azur chargé de trois fleurs de lis d'or ; en III, parti bandé d'or et d'azur de six pièces, à la bordure de gueules et de sable, au lion d'or, armé et lampassé de gueules ; enté en pointe parti d'or, au lion de sable, armé et lampassé de gueules et d'argent à l'aigle éployé de gueules, membré et becqué d'or ; sur-le-tout, écartelé en 1 et 4, de gueules au château d'or ouvert et ajouré d'azur et en 2 et 3 d'argent au lion de gueules armé, lampassé et couronné d'or, enté en pointe du sur-le-tout d'argent à une pomme grenade de gueules, tigée et feuilleté de sinople ; sur-le-tout-du-tout d'azur à trois fleurs de lys d'or à la bordure de gueules. - 1848-1870 : d'azur à trois fleurs de lys d'or à la bordure de gueules. |
|        | Henri Pie de Bourbon et Castellví (1848 † 1894), deuxième duc de Séville, fils de l'infant Henri (1823 † 1870), premier duc de Séville. 1882-1894 : d'azur à trois fleurs de lys d'or à la bordure de gueules |
|        | Albert de Bourbon et Castellví (1854 † 1939), premier marquis puis duc de Santa Elena, fils de l'infant Henri (1823 † 1870), premier duc de Séville. 1878-1939 : écartelé en 1 d'azur aux trois fleurs de lys d'or à la bourdure de gueules (d'Anjou), en 2 d'azur au château ouvert et ajouré d'argent à la bourdure denticulée d'argent de huit pièces (de Castellví), en 3 parti en 1 d'azur aux trois fleurs de lys d'or à la bourdure de gueules et 2 écartelé en sautoir d'or aux quatre pals de gueules et d'argent à l'aigle de sable (de Bourbon-Deux Siciles) et 4 d'argent au chevron de gueules accompagné de trois têtes de licorne du même et accornés d’or (de Sherry). |
|        | François de Paule de Bourbon et Castellví (1853 † 1942), fils de l'infant Henri (1823 † 1870), premier duc de Séville. écartelé en 1 d'azur aux trois fleurs de lys d'or à la bourdure de gueules (d'Anjou), en 2 d'azur au château ouvert et ajouré d'argent à la bourdure denticulée d'argent de huit pièces (de Castellví), en 3 parti en 1 d'azur aux trois fleurs de lys d'or à la bourdure de gueules et 2 écartelé en sautoir d'or aux quatre pals de gueules et d'argent à l'aigle de sable (de Bourbon-Deux Siciles) et 4 d'argent au chevron de gueules accompagné de trois têtes de licorne du même et accornés d’or (de Sherry). |
|        | Ducs de Séville de 1894- D'azur aux trois fleurs de lys d'or. portées par : - Marie-Louise de Bourbon (1868 † 1950), troisième duchesse de Séville, fille du précédent. - Henriette de Bourbon (1888 † 1967), quatrième duchesse de Séville, sœur de la précédente. - François de Bourbon (1943-), cinquième duc de Séville, petit-fils de la précédente. |

## Maison de Gómez-Acebo et Bourbon
| Figure | Nom et blasonnement |
| ------ | --- |
|        | L'infante Pilar de Bourbon (1936 † 2020), duchesse de Badajoz, fille de l'infant Jean « comte de Barcelone », mariée en 1967 à Luis Gómez-Acebo y Duque de Estrada (1934 † 1991), vicomte de la Torre. 1936-1967 : (Blason officieux) Ecartelé au 1 de gueules au château d'or couvert et ajouré d'azur, au 2 d'argent au lion de gueules armé, lampassé et couronné d'or, au 3 d'or aux quatre pals de gueules, au 4 de gueules aux chaînes d'or posées en orle, en croix et en sautoir, chargées en cœur d'une émeraude au naturel, accompagné en pointe d'argent à une pomme grenade de gueules tigé et feuillé de sinople et sur le tout d'azur aux trois fleurs de lys d'or[réf. nécessaire]. 1967-1977 : (Blason officieux) parti en I, écartelé en 1 et 4, d'argent au lion de gueules et en 2 et 3 d'argent à le houx arraché de sinople, fruité de gueules et accompagné de trois lévriers au naturel brochants sur le tronc, sur-le-tout, écartelé en 1, parti, au I d'or à l'aigle bicéphale de sable surmonté d'une couronne impériale, au II d'azur à trois bandes d'argent chargées de sept mouchetures d'hermines de sable, 3 dans celle du centre et deux dans chacune des deux autres, qui est ; en 2, parti, au I d'argent au franc-canton senestre chargé d'une aiglette de sable naissant, au II d'azur à un pont d’argent de trois arches d’argent, maçonné de sable sur une champagne fascée ondée d'argent et d'azur sommée d'une tête du roi maure au naturel ; en 3 de sinople au château d'or, maçonné, ouvert et ajouré de sable avec trois tours sur une terrasse isolée d'argent avec deux pins de sinople, au cavalier et un lévrier au naturel et en 4, parti, au I écartelé en sautoir de sinople et d'or, le sinople chargé d'une bande de gueules bordée d'or, l'or chargé des mots AVE en pal à dextre et MARIA à senestre en lettres de sable, au II de gueules à la tour donjonnée d'or ouvert et ajouré de geules, avec au cavalier habillé d de sable armé d'une lance tenant au bout un faucon d’or, la tour accompagnée de deux fleurs de lys du même ; en II écartelé en 1 de gueules au château d'or ouvert et ajouré d'azur, en 2 d'argent au lion de gueules armé, lampassé et couronné d'or, en 3 d'or à quatre pals de gueules et en 4 de gueules aux chaînes d'or posées en orle, en croix et en sautoir, chargées en cœur d'une émeraude au naturel, en enté en pointe du sur-le-tout d'argent à une pomme grenade de gueules, tigée et feuilleté de sinople sur-le-tout d'azur à trois fleurs de lys d'or[réf. nécessaire]. 1977-2001 : (Blason officieux) Ecartelé au 1 de gueules au château d'or couvert et ajouré d'azur, au 2 d'argent au lion de gueules armé, lampassé et couronné d'or, au 3 d'or aux quatre pals de gueules, au 4 de gueules aux chaînes d'or posées en orle, en croix et en sautoir, chargées en cœur d'une émeraude au naturel, accompagné en pointe d'argent à une pomme grenade de gueules tigé et feuillé de sinople et sur le tout d'azur aux trois fleurs de lys d'or à la bourdure de gueules[réf. nécessaire]. 2001-2020 : (Blason officieux) Écartelé au 1 de gueules au château d'or couvert et ajouré d'azur, au 2 d'argent au lion de gueules armé, lampassé et couronné d'or, au 3 d'or aux quatre pals de gueules, au 4 de gueules aux chaînes d'or posées en orle, en croix et en sautoir, chargées en cœur d'une émeraude au naturel, accompagné en pointe d'argent à une pomme grenade de gueules tigé et feuillé de sinople et sur le tout d'azur aux trois fleurs de lys d'or à la bourdure de gueules, un lambel d'azur brochant sur la partition, le premier et le troisième pendant chargés d'une Chêne vert au naturel bordé d'or qui est de Estrémadure, le deuxième pendant d'une colonne d'Hercule d'argent accostée de au lion de pourpre bordé d'or armé, lampassé et couronné d'or, qui est de Badajoz. |
|        | Luis Gómez-Acebo y Duque de Estrada (1934 † 1991), vicomte de la Torre, mariée en 1967 à l'infante Pilar, duchesse de Badajoz. écartelé en 1 et 4, d'argent au lion de gueules et en 2 et 3 d'argent à le houx arraché de sinople, fruité de gueules et accompagné de trois lévriers au naturel brochants sur le tronc, qui est de Gómez-Acebo ; sur-le-tout, écartelé en 1, parti, au I d'or à l'aigle bicéphale de sable surmonté d'une couronne impériale, au II d'azur à trois bandes d'argent chargées de sept mouchetures d'hermines de sable, 3 dans celle du centre et deux dans chacune des deux autres, qui est de La Vega del Sella (comté) ; en 2, parti, au I d'argent au franc-canton senestre chargé d'une aiglette de sable naissant, au II d'azur à un pont d’argent de trois arches d’argent, maçonné de sable sur une champagne fascée ondée d'argent et d'azur sommée d'une tête du roi maure au naturel, qui est de Vereterra ; en 3 de sinople au château d'or, maçonné, ouvert et ajouré de sable avec trois tours sur une terrasse isolée d'argent avec deux pins de sinople, au cavalier et un chien au naturel, qui est de Rivero et en 4, parti, au I écartelé en sautoir de sinople et d'or, le sinople chargé d'une bande de gueules bordée d'or, l'or chargé des mots AVE en pal à dextre et MARIA à senestre en lettres de sable, qui est de Mendoza, au II de gueules à la tour donjonnée d'or ouvert et ajouré de geules, avec au cavalier habillé d de sable armé d'une lance tenant au bout un faucon d’or, la tour accompagnée de deux fleurs de lys du même, qui est de Posada. |
|        | Don Juan Gómez-Acebo y Borbón, vicomte de la Torre Écartelé en I et IV contre-écartelé en 1 et 4, d'argent au lion de gueules et en 2 et 3 d'argent à le houx arraché de sinople, fruité de gueules et accompagné de trois lévriers au naturel brochants sur le tronc, qui est de Gómez-Acebo et en II et III d'azur aux trois fleurs de lys d'or à la bourdure de gueules, qui est d'Anjou ; sur-le-tout, écartelé en 1, parti, au I d'or à l'aigle bicéphale de sable surmonté d'une couronne impériale, au II d'azur à trois bandes d'argent chargées de sept mouchetures d'hermines de sable, 3 dans celle du centre et deux dans chacune des deux autres, qui est de La Vega del Sella (comté) ; en 2, parti, au I d'argent au franc-canton senestre chargé d'une aiglette de sable naissant, au II d'azur à un pont d’argent de trois arches d’argent, maçonné de sable sur une champagne fascée ondée d'argent et d'azur sommée d'une tête du roi maure au naturel, qui est de Vereterra ; en 3 de sinople au château d'or, maçonné, ouvert et ajouré de sable avec trois tours sur une terrasse isolée d'argent avec deux pins de sinople, au cavalier et un chien au naturel, qui est de Rivero et en 4, parti, au I écartelé en sautoir de sinople et d'or, le sinople chargé d'une bande de gueules bordée d'or, l'or chargé des mots AVE en pal à dextre et MARIA à senestre en lettres de sable, qui est de Mendoza, au II de gueules à la tour donjonnée d'or ouvert et ajouré de geules, avec au cavalier habillé d de sable armé d'une lance tenant au bout un faucon d’or, la tour accompagnée de deux fleurs de lys du même, qui est de Posada[réf. nécessaire]. |
|        | Doña Simoneta Gómez-Acebo y Borbón, grande d’Espagne Écartelé en I et IV contre-écartelé en 1 et 4, d'argent au lion de gueules et en 2 et 3 d'argent à le houx arraché de sinople, fruité de gueules et accompagné de trois lévriers au naturel brochants sur le tronc, qui est de Gómez-Acebo ; sur-le-tout, écartelé en 1, parti, au I d'or à l'aigle bicéphale de sable surmonté d'une couronne impériale, au II d'azur à trois bandes d'argent chargées de sept mouchetures d'hermines de sable, 3 dans celle du centre et deux dans chacune des deux autres, qui est de La Vega del Sella (comté) ; en 2, parti, au I d'argent au franc-canton senestre chargé d'une aiglette de sable naissant, au II d'azur à un pont d’argent de trois arches d’argent, maçonné de sable sur une champagne fascée ondée d'argent et d'azur sommée d'une tête du roi maure au naturel, qui est de Vereterra ; en 3 de sinople au château d'or, maçonné, ouvert et ajouré de sable avec trois tours sur une terrasse isolée d'argent avec deux pins de sinople, au cavalier et un chien au naturel, qui est de Rivero et en 4, parti, au I écartelé en sautoir de sinople et d'or, le sinople chargé d'une bande de gueules bordée d'or, l'or chargé des mots AVE en pal à dextre et MARIA à senestre en lettres de sable, qui est de Mendoza, au II de gueules à la tour donjonnée d'or ouvert et ajouré de geules, avec au cavalier habillé d de sable armé d'une lance tenant au bout un faucon d’or, la tour accompagnée de deux fleurs de lys du même, qui est de Posada et en II et III d'azur aux trois fleurs de lys d'or à la bourdure de gueules, qui est d'Anjou[réf. nécessaire]. |
|        | Don Bruno Gómez-Acebo y Borbón, grand d’Espagne Parti en I écartelé en 1 et 4, d'argent au lion de gueules et en 2 et 3 d'argent à le houx arraché de sinople, fruité de gueules et accompagné de trois lévriers au naturel brochants sur le tronc, qui est de Gómez-Acebo ; sur-le-tout, écartelé en 1, parti, au I d'or à l'aigle bicéphale de sable surmonté d'une couronne impériale, au II d'azur à trois bandes d'argent chargées de sept mouchetures d'hermines de sable, 3 dans celle du centre et deux dans chacune des deux autres, qui est de La Vega del Sella (comté) ; en 2, parti, au I d'argent au franc-canton senestre chargé d'une aiglette de sable naissant, au II d'azur à un pont d’argent de trois arches d’argent, maçonné de sable sur une champagne fascée ondée d'argent et d'azur sommée d'une tête du roi maure au naturel, qui est de Vereterra ; en 3 de sinople au château d'or, maçonné, ouvert et ajouré de sable avec trois tours sur une terrasse isolée d'argent avec deux pins de sinople, au cavalier et un chien au naturel, qui est de Rivero et en 4, parti, au I écartelé en sautoir de sinople et d'or, le sinople chargé d'une bande de gueules bordée d'or, l'or chargé des mots AVE en pal à dextre et MARIA à senestre en lettres de sable, qui est de Mendoza, au II de gueules à la tour donjonnée d'or ouvert et ajouré de geules, avec au cavalier habillé d de sable armé d'une lance tenant au bout un faucon d’or, la tour accompagnée de deux fleurs de lys du même, qui est de Posada et en II d'azur aux trois fleurs de lys d'or à la bourdure de gueules, qui est d'Anjou[réf. nécessaire]. |
|        | Don Beltrán Gómez-Acebo y Borbón, grand d’Espagne Écartelé en sautoir en I et IV contre-écartelé en 1 et 4, d'argent au lion de gueules et en 2 et 3 d'argent à le houx arraché de sinople, fruité de gueules et accompagné de trois lévriers au naturel brochants sur le tronc, qui est de Gómez-Acebo ; sur-le-tout, écartelé en 1, parti, au I d'or à l'aigle bicéphale de sable surmonté d'une couronne impériale, au II d'azur à trois bandes d'argent chargées de sept mouchetures d'hermines de sable, 3 dans celle du centre et deux dans chacune des deux autres, qui est de La Vega del Sella (comté) ; en 2, parti, au I d'argent au franc-canton senestre chargé d'une aiglette de sable naissant, au II d'azur à un pont d’argent de trois arches d’argent, maçonné de sable sur une champagne fascée ondée d'argent et d'azur sommée d'une tête du roi maure au naturel, qui est de Vereterra ; en 3 de sinople au château d'or, maçonné, ouvert et ajouré de sable avec trois tours sur une terrasse isolée d'argent avec deux pins de sinople, au cavalier et un chien au naturel, qui est de Rivero et en 4, parti, au I écartelé en sautoir de sinople et d'or, le sinople chargé d'une bande de gueules bordée d'or, l'or chargé des mots AVE en pal à dextre et MARIA à senestre en lettres de sable, qui est de Mendoza, au II de gueules à la tour donjonnée d'or ouvert et ajouré de geules, avec au cavalier habillé d de sable armé d'une lance tenant au bout un faucon d’or, la tour accompagnée de deux fleurs de lys du même, qui est de Posada et en II et III d'azur aux trois fleurs de lys d'or à la bourdure de gueules, qui est d'Anjou[réf. nécessaire]. |
|        | Don Fernando Gómez-Acebo y Borbón, grand d’Espagne écartelé en 1 et 4, d'argent au lion de gueules et en 2 et 3 d'argent à le houx arraché de sinople, fruité de gueules et accompagné de trois lévriers au naturel brochants sur le tronc, qui est de Gómez-Acebo ; sur-le-tout, écartelé en 1, parti, au I d'or à l'aigle bicéphale de sable surmonté d'une couronne impériale, au II d'azur à trois bandes d'argent chargées de sept mouchetures d'hermines de sable, 3 dans celle du centre et deux dans chacune des deux autres, qui est de La Vega del Sella (comté) ; en 2, parti, au I d'argent au franc-canton senestre chargé d'une aiglette de sable naissant, au II d'azur à un pont d’argent de trois arches d’argent, maçonné de sable sur une champagne fascée ondée d'argent et d'azur sommée d'une tête du roi maure au naturel, qui est de Vereterra ; en 3 de sinople au château d'or, maçonné, ouvert et ajouré de sable avec trois tours sur une terrasse isolée d'argent avec deux pins de sinople, au cavalier et un chien au naturel, qui est de Rivero et en 4, parti, au I écartelé en sautoir de sinople et d'or, le sinople chargé d'une bande de gueules bordée d'or, l'or chargé des mots AVE en pal à dextre et MARIA à senestre en lettres de sable, qui est de Mendoza, au II de gueules à la tour donjonnée d'or ouvert et ajouré de geules, avec au cavalier habillé d de sable armé d'une lance tenant au bout un faucon d’or, la tour accompagnée de deux fleurs de lys du même, qui est de Posada ; au canton d'azur aux trois fleurs de lys d'or à la bourdure de gueules, qui est d'Anjou[réf. nécessaire]. |